# Валентайн (танк)
Mk.III «Валентайн» (англ. Infantry Tank Mk.III «Valentine») — британский пехотный танк периода Второй мировой войны, лёгкий по массе. Спроектирован в 1938 году фирмой Vickers-Armstrongs. За время серийного выпуска, с июня 1940 по апрель 1944 года, Великобританией и Канадой выпущено 7265 «Валентайнов», что сделало его самым многочисленным британским танком Второй мировой. Состоял на вооружении Великобритании и ряда стран Британского Содружества, также в значительных количествах поставлялся по программе ленд-лиза в СССР. Использовался вплоть до 1945 года и признан военными специалистами одним из наиболее удачных танков в своём классе. После войны оставался на вооружении Новой Зеландии до 1955 года.

## История создания и производства

### Создание «Валентайна»

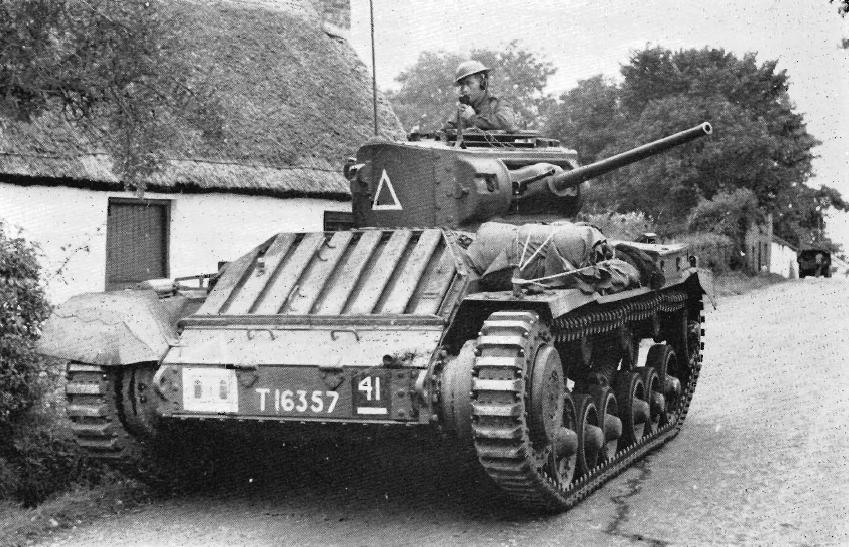
«Валентайн» Mk I с узкими гусеницами, раннего типа

Работы по «Валентайну» стартовали в самом начале 1938 года. Проект был частной инициативой фирмы «Виккерс» и поэтому не имел официального проектного «A»-обозначения, в отличие от других британских танков. Отправной точкой для создания «Валентайна» послужили три ранее созданные фирмой «Виккерс» машины — крейсерские танки Mk I (A9) и Mk II (A10), а также пехотный танк «Матильда Mk I» (A11). Новый танк проектировался как пехотный, но в то же время предполагалось использовать на нём удачные решения, применённые на крейсерских танках, а также как можно большее количество их узлов и агрегатов. Вертикальное бронирование планировалось оставить 60 мм, как и на A11, но вооружение должно было по сравнению с последним возрасти с пулемёта до 40-мм пушки в двухместной башне. Чтобы при заданном уровне бронирования не допустить чрезмерного возрастания массы танка, что повлекло бы за собой невозможность использования ходовой части и моторно-трансмиссионной установки A10, конструкторам «Валентайна» пришлось пойти на максимальное ужатие габаритов будущего танка. Получившийся в результате танк сложно было однозначно отнести к пехотным или к крейсерским танкам — к 1940 году его бронирование было несколько заниженным по меркам пехотных танков, но низкая скорость (вдвое ниже, чем у крейсерского Mk III) не позволяла ему стать и крейсерским. В дальнейшем, однако, как показала практика, он довольно успешно сумел выступить в обеих ролях.
Чертежи нового танка были представлены в Военное министерство 10 февраля 1938 года, а уже к 14 марта был готов его полноразмерный макет. Поначалу, однако, проект был отвергнут военными. Причиной этого была прежде всего двухместная башня, которая вынуждала командира танка заниматься ещё и обслуживанием орудия, что в то время считалось британскими военными специалистами неприемлемым. Хотя фирмой «Виккерс» была также разработана для новой машины специальная 40-мм автоматическая пушка с близкими к 40-мм противотанковой пушке характеристиками, заметно сводившая на нет этот недостаток, такой вариант не был принят военным министерством. Но близость возможной войны поспособствовала принятию танка на вооружение, и более чем год спустя, 14 апреля 1939 года, фирме «Виккерс» был выдан заказ на производство первой серии «Валентайнов».

«Валентайн» Mk II, приспособленный к пустынным условиям

Первоначально новый танк получил стандартное войсковое обозначение — «Танк пехотный, модель 3» (англ. Tank Infantry Mk III), а отдельные модификации должны были обозначаться звёздочками в названии, например, Tank Infantry Mk III***, но позднее, для удобства, танку было присвоено имя собственное — «Валентайн» (англ. Valentine), а отдельные модификации получили цифровое наименование, например, Valentine Mk III (или просто Valentine III). По поводу происхождения этого названия нет однозначных данных, существуют несколько версий. По одной из них, танк получил такое название, поскольку проект был представлен в военное министерство в День святого Валентина, 14 февраля. На самом деле, однако, представление состоялось ещё 10 февраля. По другой версии, «Valentine» — всего лишь аббревиатура полного названия фирмы «Виккерс» — Vickers-Armstrongs Ltd., Elswick & Newcastle-upon-TYNE. Согласно ещё одной, танк получил своё имя в честь Джона Валентайна Кардена, известного конструктора бронетехники, долгие годы работавшего на фирме «Виккерс». Существует также версия, что «Valentine» — всего лишь случайно выбранный фирменный код-идентификатор продукции.
Первый серийный «Валентайн» сошёл с конвейера фирмы «Виккерс» в мае 1940 года, а в июле того же года к производству подключились фирмы «Metro Cammell» и «Birmingham Railway Carriage & Wagon Co.». Общий объём выпуска первой модификации «Валентайна», Valentine Mk I, оснащённой бензиновым двигателем AEC A189, составил, по разным данным, от 309 до 350 единиц. Вскоре было развёрнуто производство ещё двух версий. Valentine Mk II отличался от первоначальной модификации дизельным двигателем AEC A190, уменьшенным объёмом внутреннего топливного бака и дополнительным внешним баком, новой радиостанцией № 19, а также рядом более мелких отличий. Valentine Mk IV был в целом идентичен Mk II, но отличался установкой импортного американского дизельного двигателя GMC 6-71 6004 и иной трансмиссии. Всего было произведено, по разным данным, от 700 до 1590 Mk II и 660 Mk IV.

### Канадские «Валентайны»

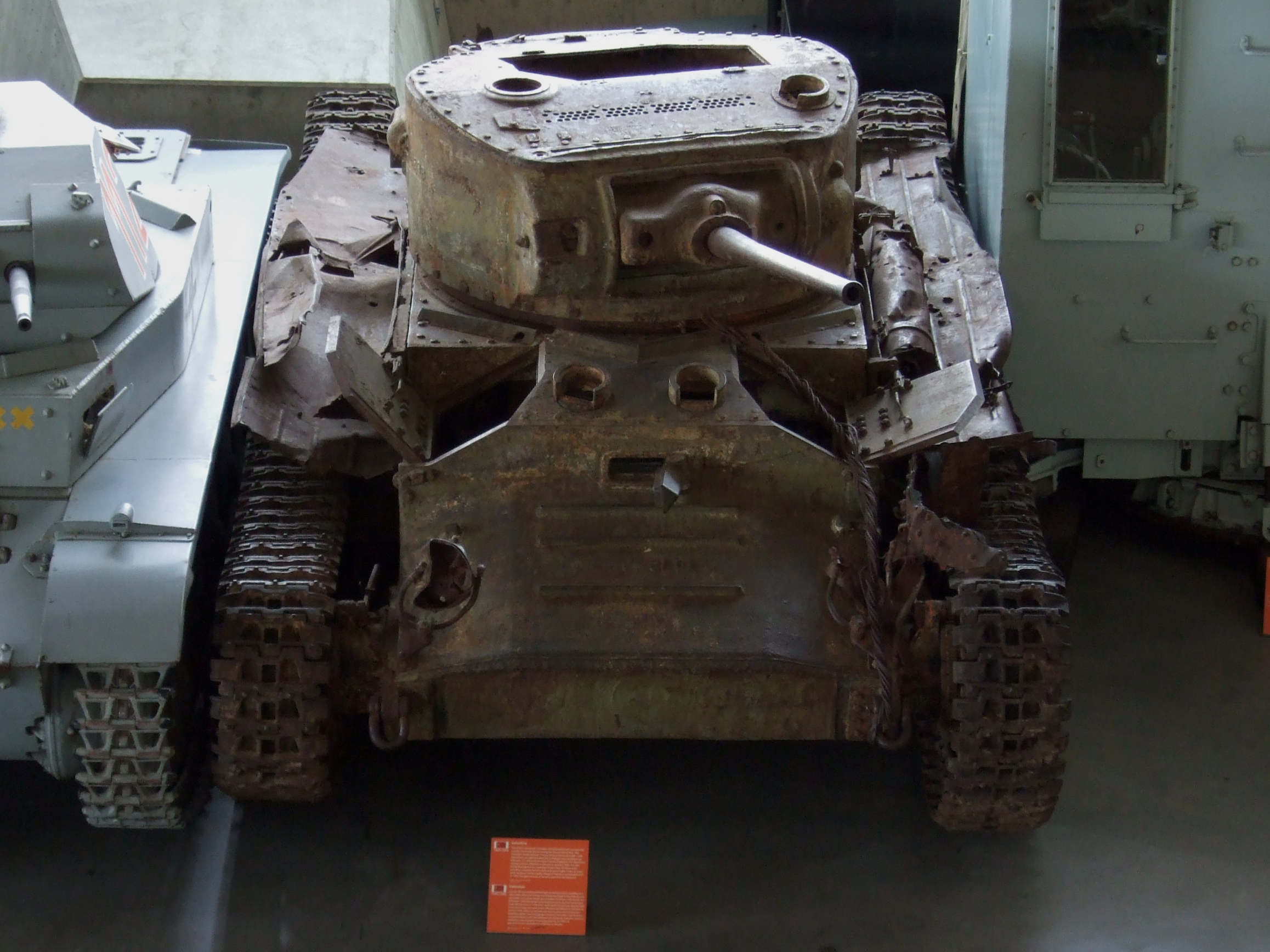
«Валентайн» Mk VIIA

Весной 1940 года заказ на производство «Валентайнов» был выдан также канадской железнодорожной фирме Canadian Pacific Railway (C.P.R.). Первый серийный танк сошёл со сборочных линий в июне 1941 года, а полномасштабное производство было развёрнуто к осени того же года. Основная сборка производилась в цехах «Ангус» (Angus Shops), принадлежавших данной фирме и расположенных в восточной части Монреаля (ныне — округ Rosemont—La Petite Patrie), в провинции Квебек. Оттуда же ж/д сообщением «Валентайны» направлялись в порт, откуда погружались на борт для межконтинентальной доставки.
Все канадские «Валентайны» имели двухместную башню, 40-мм пушку QF 2 pounder и двигатель GMC 6-71 6004. Существовали две основные канадские модификации «Валентайна» — Valentine Mk VI и Valentine Mk VII. Первая из них по конструкции была практически идентична произведённым в Великобритании машинам модификации Mk IV. Вторая же подверглась изменениям с целью упрощения производства и отличалась заменой ряда британских узлов и деталей на уже производившиеся в Канаде и США, а также использованием литых деталей броневого корпуса вместо катаных — башни, лобовой части корпуса и крыши моторного отделения. Одним из наиболее заметных внешне её отличий был пулемёт Браунинг M1919A4, установленный вместо британского BESA. По мере налаживания производства появилась модификация Valentine VIIA для соответствия выпускавшейся параллельно в Великобритании модификации Mk IV и имевшей ряд мелких улучшений — дополнительные сбрасываемые внешние топливные баки, более мощную радиостанцию № 19, улучшенную электропроводку, масляный радиатор, новые амортизаторы подвески, дополнительные аккумуляторы и стальные уголки, привариваемые по периметру башни и защищавшими её от заклинивания попавшим в основание снарядом.
Всего до окончания серийного производства в середине 1943 года в Канаде было выпущено 1420 «Валентайнов», из которых абсолютное большинство, 1388 единиц, было поставлено в СССР по программе ленд-лиза, а оставшиеся 32 танка сохранены для учебно-тренировочных целей. Точные цифры выпуска танков каждой из модификаций неизвестны, но в некоторых источниках говорится о том, что пулемётами BESA (и следовательно, относились к модификации Mk VI) были оборудованы только первые 15 серийных машин. Это согласуется и с данными о том, что «Валентайны» модификации Mk VI в СССР не поставлялись, несмотря на то, что в СССР были отправлены почти все канадские «Валентайны».

### «Валентайны» с трёхместной башней

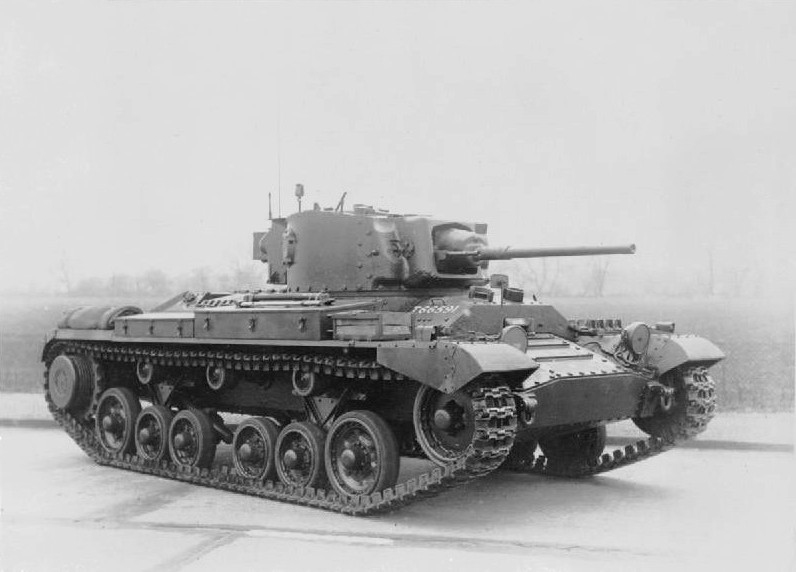
«Валентайн» Mk III

Одним из основных недостатков ранних модификаций «Валентайна» считалась двухместная башня, поэтому ещё до запуска танка в производство на фирме «Виккерс» были начаты работы по созданию её трёхместного варианта. Основная трудность при этом заключалась в том, что размеры подбашенной коробки не позволяли увеличить диаметр погона башни. Для освобождения места для третьего члена экипажа в башне установка пушки была сдвинута вперёд на 203 мм, а кормовая ниша примерно на столько же назад для создания противовеса и сохранения уравновешивания башни. В результате появилось место для командира за казённой частью орудия. Соответственно, радиостанция переместилась вместе с ним, в кормовую нишу. Вес новой трёхместной башни увеличился приблизительно на полтонны по сравнению с двухместной, поэтому, чтобы не допустить чрезмерного увеличения веса танка и сохранить ходовые характеристики на прежнем уровне, конструкторам пришлось пойти на уменьшение толщины бортовой брони с 60 до 50 мм.
Первый «Валентайн» с трёхместной башней поступил на испытания 13 апреля 1942 года и вскоре было развёрнуто его серийное производство. Существовало две модификации «Валентайна» с трёхместной башней — Valentine Mk III и Valentine Mk V, различавшихся двигательной установкой — AEC A190 и GMC 6-71 6004, соответственно. Всего было выпущено 606 танков модификации Mk III и 1216 — модификации Mk V. Интересно также то, что по документам фирмы «Виккерс», трёхместная башня была готова к серийному производству ещё в 1939 году. Причины запуска в производство в таком случае варианта с двухместной башней не вполне ясны, но это могло быть вызвано тем обстоятельством, что на двухместной башне ствол орудия в положении вперёд не выступал за пределы корпуса, в отличие от трёхместной, чему в те годы придавалось немалое значение.

### «Валентайны» с усиленным вооружением

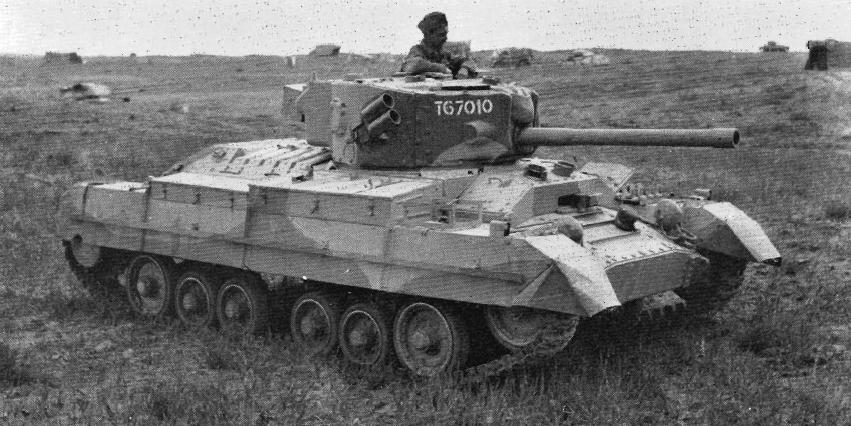
«Валентайн» Mk IX

На момент создания «Валентайна» 40-мм пушка QF 2 pounder была единственным возможным вариантом противотанкового орудия в Соединённом Королевстве. Однако её низкая эффективность с самого начала была ясна британским военным специалистам. К 1941 году появилась значительно более мощная 57-мм пушка QF 6 pounder и были начаты работы по установке её на «Валентайн». За основу был взят вариант с трёхместной башней, но значительно бо́льшая, по сравнению с 40-мм орудием, казённая часть 57-мм пушки не оставила в башне места для третьего члена экипажа. Кроме этого, в башне не оказалось места ни для спаренной установки пулемёта, ни для дымового миномёта. Проблема с отсутствием миномёта была отчасти решена установкой 102-мм однозарядных дымовых гранатомётов на борту башни, но пулемёта вооружённые 57-мм орудием танки поначалу не имели вовсе. Для сохранения на прежнем уровне массы танка из-за вновь потяжелевшей башни, толщину бортового бронирования пришлось вновь уменьшить, на этот раз до 43 мм. В таком варианте появились две модификации «Валентайна» — Valentine Mk VIII и Valentine Mk IX, отличавшихся двигательной установкой — AEC A190 и GMC 6-71 6004, соответственно. Однако, Valentine Mk VIII был отклонён на стадии проектирования, и в серийное производство не запускался. На последних 300 выпущенных машинах модификации Mk IX двигатель был форсирован до 175 л. с. По данным фирмы «Виккерс», производство «Валентайнов» с пушкой QF 6 pounder началось в декабре 1941 года, таким образом, он стал первым британским танком, вооружённым этим орудием.

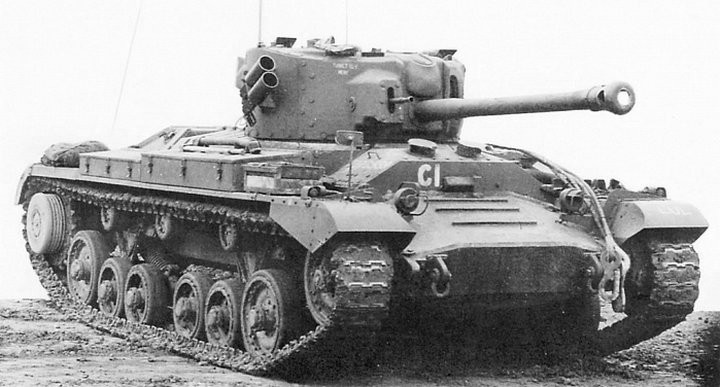
«Валентайн» Mk XI

С июня 1943 года началось производство новой модификации с 57-мм орудием, Valentine Mk X. От предыдущих модификаций она отличалась размещением в башне, за счёт сокращения боекомплекта пушки, пулемёта BESA в автономной установке. Все танки модификации Mk X оснащались форсированным до 175 л. с. двигателем GMC 6-71 6004.
Вскоре после начала производства Mk X оказалось, что вместо 57-мм пушки на танке можно без проблем установить 75-мм пушку OQF 75 mm, которая имела почти те же размеры, что и QF 6 pounder. Несмотря на больший калибр, пушка имела значительно меньшую начальную скорость снаряда и как следствие, худшую бронепробиваемость, но к ней, в отличие от 57-мм пушки, имелся достаточно эффективный фугасный снаряд. Модификация с 75-мм пушкой получила обозначение Valentine Mk XI и была, за исключением пушки, идентична Mk X. Танки Mk XI позднего выпуска, однако, получили также литую носовую часть корпуса, заимствованную у канадских «Валентайнов».
Точные цифры выпуска каждой из модификаций «Валентайна» с 57-мм и 75-мм орудиями неизвестны, имеются данные лишь о 685 выпущенных танках модификации Mk IX. Всего же танков модификаций Mk VIII — Mk XI было выпущено 2474 единицы, что составило менее 30 % от общего числа выпущенных «Валентайнов».

### Объёмы производства «Валентайна»
Производство «Валентайнов» в Великобритании завершилось, по одним данным, 14 апреля 1944 года, по другим же — в начале 1945 года. Общий объём выпуска составил 5845 танков, не считая САУ и специализированных машин. Вместе с 1420 машинами, произведёнными в Канаде, общий выпуск «Валентайна» составил 7265 единиц, что сделало его самым массовым британским танком Второй мировой войны. Суммарный же выпуск машин на данном шасси, включая САУ и специализированные машины, составил 7650 единиц.
В разных источниках имеет место разночтение по количеству произведённых танков в той или иной модификации. Связано это с тем, что британским исследователям крайне не легко даётся разобраться в том, что их промышленность выпускала в рамках заключённых контрактов. На данный момент это выглядит так:
| Производитель | Дата контракта  | К-во | Модификация | Модификация | Модификация | Модификация | Модификация | Модификация | Модификация | Модификация | Модификация | Модификация | Модификация | Модификация | Модификация | Модификация | Модификация |
| Производитель | Дата контракта  | К-во | I           | II          | III         | IV          | V           | V DD        | VI          | VII         | IX          | IX DD       | X           | XI          | XI DD       | Bridgelayer | Bishop      |
| EW            | 1 июля 1939     | 275  | 175         | 100         |             |             |             |             |             |             |             |             |             |             |             |             |             |
| EW            | 31 мая 1940     | 300  |             | 250         |             | 50          |             |             |             |             |             |             |             |             |             |             |             |
| EW            | 13 декабря 1940 | 250  |             |             |             | 250         |             |             |             |             |             |             |             |             |             |             |             |
| EW            | 7 мая 1941      | 755  |             |             |             | 125         | 400         |             |             |             | 230         |             |             |             |             |             |             |
| EW            | 7 октября 1941  | 460  |             |             |             |             |             |             |             |             | 460         |             |             |             |             |             |             |
| EW            | 6 февраля 1942  | 475  |             |             |             |             |             |             |             |             | 275         |             | 100         | 100         |             |             |             |
| MCC&WC        | 29 июня 1939    | 125  | 66          | 59          |             |             |             |             |             |             |             |             |             |             |             |             |             |
| MCC&WC        | 2 ноября 1939   | 25   |             | 25          |             |             |             |             |             |             |             |             |             |             |             |             |             |
| MCC&WC        | 28 декабря 1939 | 75   |             | 75          |             |             |             |             |             |             |             |             |             |             |             |             |             |
| MCC&WC        | 12 июня 1940    | 300  |             | 214         |             | 86          |             |             |             |             |             |             |             |             |             |             |             |
| MCC&WC        | 6 марта 1941    | 250  |             | 81          |             | 149         |             |             |             |             |             |             |             |             |             | 20          |             |
| MCC&WC        | 26 июня 1941    | 645  |             | 21          |             |             | 460         | 85          |             |             |             |             |             |             |             | 79          |             |
| MCC&WC        | 7 октября 1941  | 455  |             |             |             |             | 52          | 75          |             |             | 40          | 288         |             |             |             |             |             |
| MCC&WC        | 9 января 1942   | 260  |             |             |             |             |             |             |             |             | 6           | 24          | 35          | 120         | 175         |             |             |
| BRC&WC        | 29 июня 1939    | 200  | 67          | 133         |             |             |             |             |             |             |             |             |             |             |             |             |             |
| BRC&WC        | 2 ноября 1939   | 25   |             | 25          |             |             |             |             |             |             |             |             |             |             |             |             |             |
| BRC&WC        | 12 июня 1940    | 300  |             | 300         |             |             |             |             |             |             |             |             |             |             |             |             |             |
| BRC&WC        | 6 марта 1941    | 250  |             | 210         |             |             |             |             |             |             |             |             |             |             |             |             | 40          |
| BRC&WC        | 26 июня 1941    | 500  |             |             | 336         |             |             |             |             |             |             |             |             |             |             | 54          | 110         |
| BRC&WC        | 7 октября 1941  | 305  |             |             | 223         |             |             |             |             |             |             |             |             |             |             | 82          |             |
| CPRC          | Канада*         | 1420 |             |             |             |             |             |             | 15          | 1405        |             |             |             |             |             |             |             |
| Всего         | Всего           | 7650 | 308         | 1493        | 559         | 660         | 912         | 160         | 15          | 1405        | 1011        | 312         | 135         | 120         | 175         | 235         | 150         |
| ------------- | --------------- | ---- | ----------- | ----------- | ----------- | ----------- | ----------- | ----------- | ----------- | ----------- | ----------- | ----------- | ----------- | ----------- | ----------- | ----------- | ----------- |

*Контракты на поставку Infantry Tank Mk.III:
CAN 279/SM1021 — 300 (WD-номера: Mk VI — T.23204—T.23218; Mk VII — T.21219—T-23503)
CAN 279/SM1021 — 450 (WD-номера: T.40981—T.41430)
CAN 279/SM1021 — 640 (WD-номера: T.73554—T.74193)
CAN 279/CD LV 67 — 30 (WD-номера: CT.138916—CT.138945)
Первый из контрактов CAN 279/SM1021 был заключён в июне 1940 года. Все танки были отправлены по программе Ленд-Лиз в СССР. В Канаде остались и использовались в учебных целях только 30 танков, выпущенных по отдельному контракту CAN 279/CD LV 67.
EW — Elswick Works
MCC&WC — Metropolitan Cammell Carriage and Wagon Company
BRC&WC — Birmingham Railway Carriage and Wagon Company
CPRC — Canadian Pacific Railroad Company

## Модификации

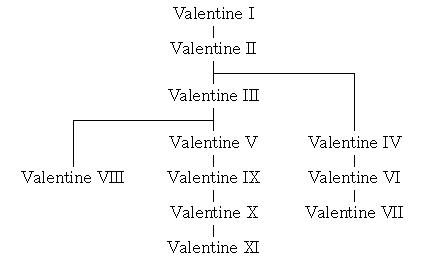
Дерево модификаций «Валентайна»

- Tank Infantry Mk III Valentine I (Mk I) — базовая модификация с бензиновым двигателем AEC A189.
- Tank Infantry Mk III Valentine II (Mk II) — модификация с дизельным двигателем AEC A190 и дополнительным внешним топливным баком.
- Tank Infantry Mk III Valentine III (Mk III) — модификация с трёхместной башней и двигателем AEC A190.
- Tank Infantry Mk III Valentine IV (Mk IV) — идентичен Mk II, но оснащён дизельным двигателем GMC 6-71.
- Tank Infantry Mk III Valentine V (Mk V) — идентичен Mk III, но оснащён дизельным двигателем GMC 6-71.
- Tank Infantry Mk III Valentine VI (Mk VI) — модификация канадского производства, аналогична Mk IV.
- Tank Infantry Mk III Valentine VII (Mk VII) — модификация канадского производства, аналогична Mk VI, но с рядом небольших изменений и оснащена 7,62-мм пулемётом M1919A4 вместо BESA.
- Tank Infantry Mk III Valentine VIIA (Mk VIIA) — модернизированная модификация, канадского производства, с рядом небольших улучшений.
- Tank Infantry Mk III Valentine VIII (Mk VIII) — модификация с двухместной башней с 57-мм пушкой QF 6 pounder, без пулемёта, оснащённая двигателем AEC A190.
- Tank Infantry Mk III Valentine IX (Mk IX) — модификация с двухместной башней с 57-мм пушкой QF 6 pounder, без пулемёта, оснащённая двигателем GMC 6-71.
- Tank Infantry Mk III Valentine X (Mk X) — аналогичен Mk IX, но с переработанной башней с автономной установкой пулемёта BESA.
- Tank Infantry Mk III Valentine XI (Mk XI) — модификация с 75-мм пушкой QF 75 mm в башне, аналогичной Mk X, оснащённая форсированным до 175 л. с. двигателем GMC 6-71.
- Tank Infantry Mk III Valentine CS — новозеландский вариант танка «ближней поддержки» на основе Mk III, оснащённый 76-мм гаубицей вместо 40-мм пушки.

## Тактико-технические характеристики
| ТТХ различных модификаций танков «Валентайн» |                                       |                                      |                                      |                                      |                                      |                                      |                                      |                                      |                                      |                                      |                                      |
|                                              | Mk I                                  | Mk II                                | Mk III                               | Mk IV                                | Mk V                                 | Mk VI                                | Mk VII                               | Mk VIII                              | Mk IX                                | Mk X                                 | Mk XI                                |
| Производитель                                | Великобритания                        | Великобритания                       | Великобритания                       | Великобритания                       | Великобритания                       | Канада                               | Канада                               | Великобритания                       | Великобритания                       | Великобритания                       | Великобритания                       |
| Размеры                                      |                                       |                                      |                                      |                                      |                                      |                                      |                                      |                                      |                                      |                                      |                                      |
| Длина с пушкой, м                            | 5,41                                  | 5,41                                 | 5,56                                 | 5,41                                 | 5,56                                 | 5,41                                 | 5,41                                 | 6,33                                 | 6,33                                 | 6,33                                 | 6,35                                 |
| Ширина, м                                    | 2,63                                  | 2,63                                 | 2,63                                 | 2,63                                 | 2,63                                 | 2,63                                 | 2,63                                 | 2,63                                 | 2,63                                 | 2,63                                 | 2,63                                 |
| Высота, м                                    | 2,27                                  | 2,27                                 | 2,58                                 | 2,27                                 | 2,58                                 | 2,27                                 | 2,27                                 | 2,27                                 | 2,27                                 | 2,27                                 | 2,27                                 |
| Боевая масса, т                              | 15,7                                  | 16,5                                 | 16,7                                 | 16,5                                 | 16,7                                 | 16,5                                 | 16,5                                 | 17,2                                 | 17,2                                 | 17,2                                 | 18,0                                 |
| Экипаж, чел.                                 | 3                                     | 3                                    | 4                                    | 3                                    | 4                                    | 3                                    | 3                                    | 3                                    | 3                                    | 3                                    | 3                                    |
| Бронирование, мм                             |                                       |                                      |                                      |                                      |                                      |                                      |                                      |                                      |                                      |                                      |                                      |
| Лоб корпуса                                  | 30—60                                 | 30—60                                | 30—60                                | 30—60                                | 30—60                                | 30—60                                | 30—60                                | 30—60                                | 30—60                                | 30—60                                | 30—60                                |
| Борт корпуса                                 | 30—60                                 | 30—60                                | 30—50                                | 30—60                                | 30—50                                | 30—60                                | 30—60                                | 30—43                                | 30—43                                | 30—43                                | 30—43                                |
| Корма корпуса                                | 17—60                                 | 17—60                                | 17—60                                | 17—60                                | 17—60                                | 17—60                                | 17—60                                | 17—60                                | 17—60                                | 17—60                                | 17—60                                |
| Лоб, борта и корма башни                     | 60—65                                 | 60—65                                | 60—65                                | 60—65                                | 60—65                                | 60—65                                | 60—65                                | 60—65                                | 60—65                                | 60—65                                | 60—65                                |
| Крыша                                        | 10—20                                 | 10—20                                | 10—20                                | 10—20                                | 10—20                                | 10—20                                | 10—20                                | 10—20                                | 10—20                                | 10—20                                | 10—20                                |
| Днище                                        | 7—20                                  | 7—20                                 | 7—20                                 | 7—20                                 | 7—20                                 | 7—20                                 | 7—20                                 | 7—20                                 | 7—20                                 | 7—20                                 | 7—20                                 |
| Вооружение                                   |                                       |                                      |                                      |                                      |                                      |                                      |                                      |                                      |                                      |                                      |                                      |
| Пушка                                        | 40-мм QF 2 pounder Mk IX              | 40-мм QF 2 pounder Mk IX             | 40-мм QF 2 pounder Mk IX             | 40-мм QF 2 pounder Mk IX             | 40-мм QF 2 pounder Mk IX             | 40-мм QF 2 pounder Mk IX             | 40-мм QF 2 pounder Mk IX             | 57-мм QF 6 pounder Mk III или Mk V   | 57-мм QF 6 pounder Mk III или Mk V   | 57-мм QF 6 pounder Mk V              | 75-мм QF 75 mm Mk V                  |
| Пулемёт                                      | 1 × 7,92-мм BESA                      | 1 × 7,92-мм BESA                     | 1 × 7,92-мм BESA                     | 1 × 7,92-мм BESA                     | 1 × 7,92-мм BESA                     | 1 × 7,92-мм BESA                     | 1 × 7,62-мм M1919A4                  | нет                                  | нет                                  | 1 × 7,92-мм BESA                     | 1 × 7,92-мм BESA                     |
| Боекомплект, выстрелов / патронов            | 60—62 / 3150                          | 60—62 / 3150                         | 60—62 / 3150                         | 60—62 / 3150                         | 60—62 / 3150                         | 60—62 / 3150                         | 60—62 / 3500                         | 53                                   | 53                                   | 44 / 3150                            | 46 / 3150                            |
| Подвижность                                  |                                       |                                      |                                      |                                      |                                      |                                      |                                      |                                      |                                      |                                      |                                      |
| Двигатель                                    | бензиновый 6‑цил. AEC A189, 135 л. с. | дизельный 6‑цил. AEC A190, 130 л. с. | дизельный 6‑цил. AEC A190, 130 л. с. | дизельный 6‑цил. GMC 6-71, 135 л. с. | дизельный 6‑цил. GMC 6-71, 135 л. с. | дизельный 6‑цил. GMC 6-71, 135 л. с. | дизельный 6‑цил. GMC 6-71, 135 л. с. | дизельный 6‑цил. AEC A190, 130 л. с. | дизельный 6‑цил. GMC 6-71, 165 л. с. | дизельный 6‑цил. GMC 6-71, 165 л. с. | дизельный 6‑цил. GMC 6-71, 210 л. с. |
| Удельная мощность, л. с./т                   | 7,9                                   | 7,7                                  | 7,7                                  | 8,1                                  | 7,7                                  | 8,1                                  | 8,1                                  | 7,6                                  | 9,6                                  | 9,6                                  | 11,6                                 |
| Максимальная скорость по шоссе, км/ч         | 25                                    | 24                                   | 24                                   | 25                                   | 25                                   | 25                                   | 25                                   | 24                                   | 25                                   | 25                                   | 25                                   |
| Запас хода по шоссе, км                      | 112                                   | 176                                  | 176                                  | 176                                  | 176                                  | 176                                  | 176                                  | 176                                  | 225                                  | 225                                  | 225                                  |

## Описание конструкции
«Валентайн» был танком классической компоновки. Его экипаж состоял из трёх человек — механика-водителя, располагавшегося в отделении управления в передней части корпуса и наводчика с командиром, которые находились в двухместной башне. Обычно командир выполнял также функции заряжающего, но порой он мог сменять наводчика на его посту, при этом последний становился заряжающим. На модификациях Mk III и Mk V, с трёхместной башней, в состав экипажа был добавлен отдельный заряжающий.
Танк имел пять отделений, перечисленных ниже в порядке от лобовой части машины к корме:
- отделение управления;
- боевое отделение, образованное башней с вращающимся поликом;
- моторное отделение, в котором находились двигатель и основной топливный бак;
- трансмиссионное отделение.

### Броневой корпус и башня

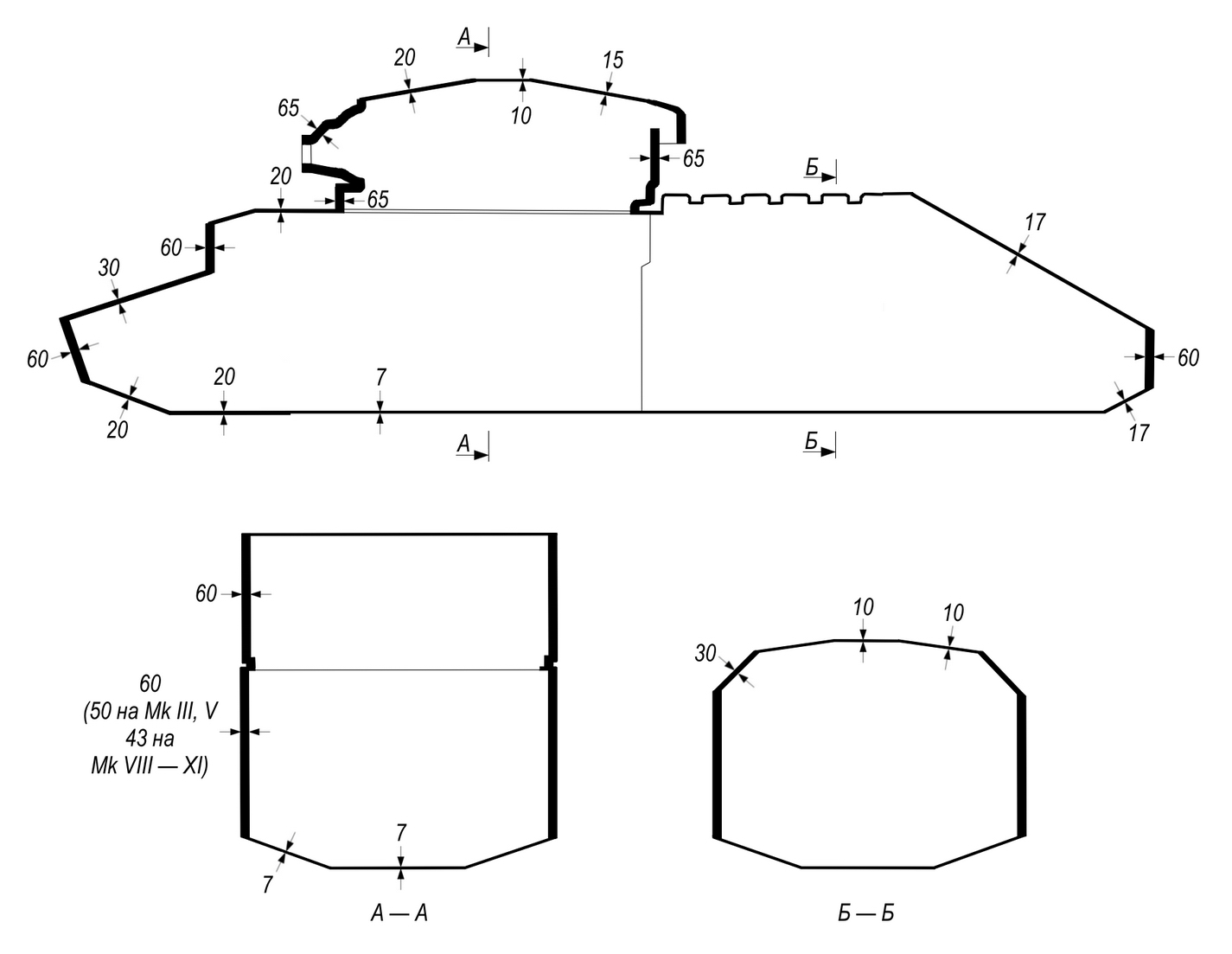
Схема бронирования танка «Валентайн»

«Валентайн» имел слабо дифференцированную противоснарядную броневую защиту. Основное вертикальное бронирование имело толщину 60—65 мм и располагалось без рациональных углов наклона. Броня в основном катаная, хотя некоторые детали литые (их количество постепенно увеличивалось в ходе производства); хромо-никель-молибденовая, средней твёрдости высокого качества. Броневой корпус и башня «Валентайна» собирались при помощи заклёпок, болтов и шпонок, из катаных броневых плит и листов, толщиной от 7 до 60 мм. Необычным являлся метод сборки — в отличие от клёпаных корпусов других танков, собиравшихся на каркасе, детали корпуса «Валентайна» соединялись непосредственно друг с другом. Это избавляло танк от дополнительного веса каркаса и занимаемого им объёма, однако требовало специальной высокоточной обработки деталей, чтобы обеспечить их плотное прилегание друг к другу.
На производившихся в Канаде «Валентайнах» (модификации Mk VI и Mk VII) для повышения технологичности производственного процесса лобовая часть корпуса и крыша моторного отделения изготавливались литыми, также литая лобовая часть корпуса позже использовалась на части производившихся в Великобритании танков модификации Mk XI. Кроме этого, в процессе производства постепенно задействовалась сварка. С 1942 года при помощи сварки начали соединяться листы днища, с 1943 года — лобовая часть, а незадолго до окончания выпуска была изготовлена партия «Валентайнов» с полностью сварными корпусами и башней.
В профиле, броневой корпус «Валентайна» имел форму сплюснутого восьмиугольника. Нижние его грани были образованы бронелистами днища и имели толщину 20 мм в лобовой части, под отделением управления, для защиты от противотанковых мин и 7 мм в остальных частях. Строго вертикальные боковые грани имели толщину 60 мм и образовывали основное бортовое бронирование танка. На модификациях Mk III и Mk V их толщина была сокращена до 50 мм, а на модификациях Mk VIII — Mk XI — до 43 мм. Верхние боковые грани были образованы сильно наклонёнными 30-мм бронеплитами, а крыша имела толщину от 10 мм над моторным отделением до 20 мм над подбашенной коробкой. Лобовая часть танка имела типичную для того времени ступенчатую форму и состояла из вертикальной верхней плиты толщиной 60 мм, средней плиты толщиной 30 мм, расположенной под углом в 68° к вертикали и нижней плиты 60-мм толщины, расположенной под углом в 21°. Кормовая часть корпуса состояла из вертикальной нижней плиты толщиной 60 мм и сильно наклонённого верхнего листа толщиной 17 мм. Моторное отделение было отделено от боевого броневой переборкой.

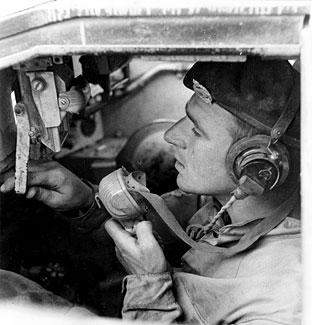
Вид на отделение управления «Валентайна» через люк механика-водителя

Посадка и высадка механика-водителя осуществлялась через два откидных люка в верхних боковых листах по обеим сторонам от его рабочего места, кроме того, в полу под его сиденьем располагался люк для аварийного выхода экипажа. Для обслуживания и замены агрегатов двигателя и трансмиссии служили откидные люки в верхних боковых листах и крыше корпуса над моторным отделением и откидной верхний кормовой лист над трансмиссионным отделением.
Башня «Валентайнов» всех модификаций имела цилиндрическую форму, с кормовой нишей и устанавливалась на подбашенной коробке на шариковой опоре. На танках ранних выпусков башня целиком, за исключением литой маски орудия, собиралась из катаных броневых листов и плит, на более поздних машинах вертикальные стенки башни изготавливались из двух литых деталей. Борта башни имели толщину 60 мм, лобовая и кормовая часть, а также маска орудия — 65 мм. Форма крыши, имевшей толщину от 10 до 20 мм, варьировалась в зависимости от типа башни. Вращение башни осуществлялось при помощи электропривода, имелся также винтовой механизм ручного поворота. Башня всех модификаций имела вращающийся полик. На модификациях с двухместной башней члены экипажа располагались по обеим сторонам от орудия, на модификациях с трёхместной башней орудие было смещено вперёд и за его казённой частью располагался командир.
Посадка и высадка экипажа на «Валентайнах» с двухместной башней и 40-мм пушкой (модификации Mk I, Mk II, Mk IV, Mk VI и Mk VII) осуществлялась через двухстворчатый люк в крыше башни. На модификациях с трёхместной башней он был заменён круглым трёхстворчатым люком с вращающимся погоном, а на танках с 57-мм и 75-мм пушками посадка и высадка экипажа осуществлялась через два индивидуальных прямоугольных люка.

### Вооружение

#### Mk I — Mk VII

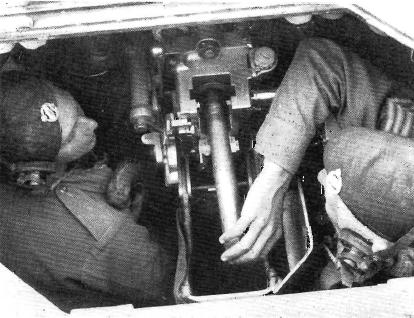
Вид через башенный люк «Валентайна», показывающего казённую часть 40-мм танковой пушки QF 2 pounder и способ заряжания унитарным выстрелом

Основным вооружением «Валентайнов» модификаций Mk I — Mk VII являлся танковый вариант 40-мм противотанковой пушки QF 2 pounder Mk IX. Длина ствола пушки составляла 52 калибра / 2080 мм, начальная скорость снарядов различных типов — от 790 до 850 м/с. Орудие размещалось на цапфах в спаренной с пулемётом установке и имело углы вертикального наведения от −15 до +20°. Вертикальная наводка осуществлялась вручную, качанием орудия при помощи плечевого упора, а горизонтальная — поворотом башни. Для наведения орудия использовался прицел № 30, имевший увеличение 1,9× и поле зрения 21°.
Боекомплект 40-мм пушки составлял 60—62 унитарных выстрела, укладка для боекомплекта располагалась на полике башни. «Валентайны», как с 40-мм, так и с 57-мм пушкой снабжались, как правило, исключительно бронебойными снарядами, осколочные снаряды к этим орудиям выпускались с 1942 года, однако информации о комплектовании ими боекомплектов танков обнаружить не удалось. В некоторых источниках упоминается, что 40-мм осколочные снаряды практически не использовались экипажами из-за крайне малого заряда взрывчатого вещества и как следствие, очень низкой эффективности. В СССР со второй половины 1942 года выпускались осколочные снаряды собственной разработки к QF 2 pounder (по техпроцессу 37-мм зенитных снарядов), также известно об использовании в СССР с того же периода 57-мм осколочных снарядов.
| Боеприпасы 40-мм пушки QF 2 pounder                                                       |                           |                    |                   |               |                                           |
| Тип снаряда                                                                               | Марка                     | Масса выстрела, кг | Масса снаряда, кг | Масса ВВ, г   | Дульная скорость, м/с                     |
| бронебойный остроголовый сплошной с защитным и баллистическим наконечниками, трассирующий | APCBC/T Mk I Shot         | 2,22               | 1,22              | —             | 850                                       |
| бронебойный остроголовый сплошной, трассирующий, высокоскоростной                         | APHV/T Shot               | 2,04               | 1,08              | —             | 853                                       |
| бронебойный остроголовый сплошной, трассирующий                                           | AP/T Mk I Shot            | 2,04               | 1,08              | —             | 792/853 (нормальный / усиленный заряды)   |
| бронебойный остроголовый, трассирующий                                                    | AP/T Mk I Shell           | 2,04               | 1,08              | 19,5 (лиддит) | 792/853 (нормальный / усиленный заряды)   |
| практический сплошной остроголовый                                                        | Practice Shot, Pointed    | 2,04               | 1,08              | —             | 792/594 (нормальный / уменьшенный заряды) |
| практический сплошной тупоголовый                                                         | Practice Shot, flatheaded | 2,04               | 1,08              | —             | 594                                       |
| осколочный, трассирующий                                                                  | Mk.II T                   | ?                  | 1,34              | 71 (тротил)   | 687                                       |

| Таблица бронепробиваемости для QF 2 pounder |     |     |     |     |
| Снаряд \ Расстояние, м | 228 | 457 | 683 | 914 |
| AP/T Mk I Shot (угол встречи 30°) | 58  | 52  | 46  | 40  |
| APHV/T Shot (угол встречи 30°) | 64  | 57  | 51  | 45  |
| Следует помнить, что в разное время и в разных странах использовались различные методики определения бронепробиваемости. Как следствие, прямое сравнение с аналогичными данными других орудий часто оказывается невозможным. |     |     |     |     |

#### Mk VIII — Mk X
«Валентайны» модификаций Mk VIII — Mk X были вооружены танковым вариантом 57-мм противотанковой пушки QF 6 pounder, модификации Mk III или Mk V. Пушка модификации Mk III имела длину ствола 43 калибра / 2451 мм, а модификация Mk V имела длину ствола 50 калибров / 2850 мм и оборудовалась дульным тормозом. Пушка размещалась на цапфах и наводилась в вертикальной плоскости при помощи винтового механизма. Углы вертикального наведения составляли от −8 до +17°. Спаренного пулемёта пушка не имела, на танках модификации Mk X пулемёт размещался в отдельной установке. Для наведения орудия использовался прицел № 39 Mk IIS (увеличение 1,9×, поле зрения 21°) с пушкой модификации Mk III и прицел № 39 Mk IV (увеличение 3×, поле зрения 13°) с пушкой модификации Mk V. Боекомплект 57-мм пушки на модификациях Mk VIII и Mk IX составлял 53 унитарных выстрела с бронебойными снарядами. На модификации Mk X он был сокращён до 44 выстрелов из-за размещения башенного пулемёта и боекомплекта к нему. Укладка для боекомплекта располагалась большей частью на полике башни, а также частично на полу боевого отделения рядом с ним.
| Боеприпасы 57-мм пушки QF 6 pounder                                                                  |                           |                    |                   |             |                                       |
| Тип снаряда                                                                                          | Марка                     | Масса выстрела, кг | Масса снаряда, кг | Масса ВВ, г | Дульная скорость, м/с (Mk III / Mk V) |
| бронебойный остроголовый сплошной с защитным и баллистическим наконечником, трассирующий (с 1943 г.) | APCBC/T Shot Mk.9T        | 6,29               | 3,29              | —           | 790 / 825                             |
| бронебойный остроголовый сплошной с защитным наконечником, трассирующий (с 1943 г.)                  | APC Shot Mk.8T            | ?                  | 2,86              | —           | 846 / 884                             |
| бронебойный остроголовый сплошной, трассирующий                                                      | AP/T Shot                 | 5,85               | 2,88              | —           | 815 / 892                             |
| осколочный                                                                                           | HE Shot Mk.10T            | ?                  | 3                 | ?           | ? / 820                               |
| практический сплошной остроголовый                                                                   | Shot, Practice            | ?                  | 2,867             | —           | 815 / ?                               |
| практический сплошной тупоголовый                                                                    | Practice Shot, flatheaded | ?                  | 2,867             | —           | 602 / ?                               |

| Таблица бронепробиваемости для QF 6 pounder Mk.V               |     |     |      |      |
| Снаряд \ Расстояние, м                                         | 457 | 914 | 1371 | 1828 |
| APCBC/T Shot (угол встречи 30°, гомогенная броня)              | 81  | 74  | 63   | 56   |
| APCBC/T Shot (угол встречи 30°, поверхностно закалённая броня) | 76  | 74  | 68   | 63   |

#### Mk XI
«Валентайны» модификации Mk XI в качестве основного вооружения получили 75-мм пушку OQF 75 mm, имевшую длину ствола 36,5 калибров / 2737 мм. Орудие размещалось в аналогичной QF 6 pounder установке, но имело углы вертикального наведения от −12,5 до +20°. Наведение орудия осуществлялось при помощи прицела № 50 × 3, имевшего увеличение 3× и поле зрения 13°. Боекомплект 75-мм пушки составляли 46 унитарных бронебойных и осколочно-фугасных выстрелов, укладка боекомплекта располагалась аналогично танкам с 57-мм пушкой.
| Боеприпасы 75-мм пушки OQF 75 mm      |               |                    |                   |             |                       |
| Тип снаряда                           | Марка         | Масса выстрела, кг | Масса снаряда, кг | Масса ВВ, г | Дульная скорость, м/с |
| бронебойный остроголовый трассирующий | AP/T Shot M61 | н/д                | 6,23              | 60          | 620                   |
| осколочно-фугасный                    | М48           | н/д                | 6,75              | 670         | 625                   |

| Таблица бронепробиваемости для OQF 75 mm       |     |     |      |      |
| Снаряд \ Расстояние, м                         | 457 | 914 | 1371 | 1828 |
| AP/T Shot (угол встречи 30°, гомогенная броня) | 68  |     |      |      |

#### Вспомогательное

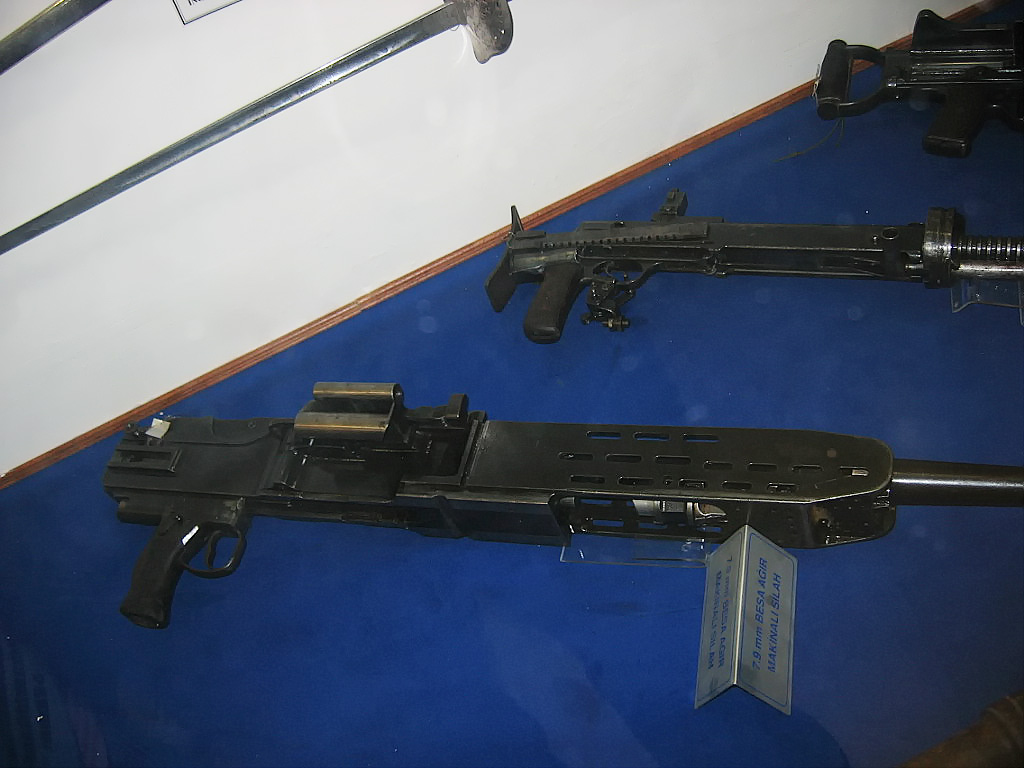
7,92-мм пулемёт BESA

Вспомогательным вооружением «Валентайнов» модификаций Mk I — Mk VI являлся 7,92-мм пулемёт BESA, спаренный с пушкой. На канадской модификации Mk VII его место занимал 7,62-мм пулемёт Браунинг M1919A4. Боекомплект пулемёта составлял 3150 7,92-мм патронов, в 14 лентах по 225 патронов или 3500 7,62-мм патронов в 70 лентах по 50 патронов, для Mk VII. На модификациях Mk VIII и Mk IX спаренный пулемёт отсутствовал, а на модификациях Mk X и Mk XI пулемёт размещался в независимой установке, боекомплект при этом, по одним данным, был аналогичен ранним модификациям, по другим, составлял 1575 патронов.
Часть «Валентайнов» также оборудовалась зенитной установкой на крыше башни, на которой размещался лёгкий 7,7-мм пехотный пулемёт Bren. Его боекомплект составлял 700 и позднее 764 патрона в магазинах по 28 и 100 патронов.
Помимо этого, «Валентайны» модификаций Mk I — Mk VII оборудовались 50,8-мм дымовым миномётом, размещавшимся в отдельной установке справа от спаренного пулемёта и имевшим углы вертикальной наводки от +5 до +37°. Боекомплект миномёта состоял из 18 дымовых мин, в РККА для стрельбы из него использовались также осколочные мины для советского 50-мм миномёта. На модификациях Mk VIII — Mk XI в связи с его ликвидацией, на правом борту башни устанавливались два 102-мм дымовых гранатомёта.

### Средства наблюдения и связи

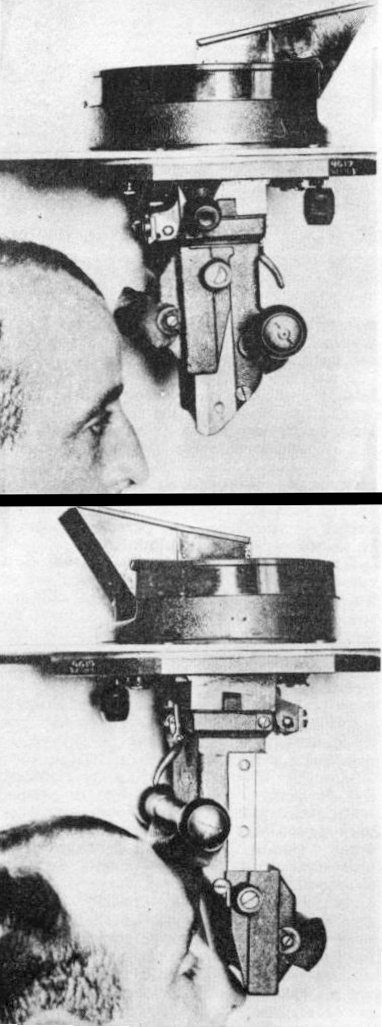
Танковый перископ «Виккерс» Mk IV

Для наблюдения за полем боя экипажу «Валентайна» служили перископы «Виккерс» Mk IV, дававшие круговой обзор. Двумя из них было оборудовано место механика-водителя, также наблюдение могло вестись им через смотровой люк в середине верхней лобовой бронеплиты. По своему перископу в башне на «Валентайнах» модификаций Mk I, Mk II, Mk IV, Mk VI и Mk VII имели наводчик и командир. На «Валентайнах» модификаций Mk III и Mk V с трёхместной башней число перископов осталось неизменным, хотя изменилось их расположение, поскольку командир теперь находился в корме башни. На танках модификаций Mk VIII — Mk XI командир получил дополнительный перископ. Кроме этого начиная с модификации Mk II на крышке левого пистолетного порта в башне с внутренней стороны находилось зеркало заднего вида.
Все «Валентайны» оборудовались радиостанцией, размещавшейся в кормовой нише башни. Ранние модификации оснащались радиостанцией № 11, имевшей радиус действия в 10 км на ходу, более поздние модификации получили радиостанцию № 19, имевшую радиус действия 25 км с места и 15 км на ходу. Кроме этого, танк оборудовался телефонным переговорным устройством.

### Двигатель и трансмиссия
Силовой установкой «Валентайнов» всех модификаций служил рядный 6-цилиндровый двигатель жидкостного охлаждения. На «Валентайнах» модификации Mk I устанавливался карбюраторный двигатель AEC A189, мощностью 135 л. с. при 1900 об/мин. На всех остальных модификациях «Валентайна» устанавливались дизельные двигатели двух типов — британские четырёхтактные AEC A190, мощностью 131 л. с. при 1800 об/мин на модификациях Mk II, Mk III и Mk VIII и американские двухтактные GMC 6-71 6004, задроселированные до мощности 135 л. с. при 2000 об/мин на модификациях Mk IV — Mk VII. На Mk IX и Mk X и на части Mk IX, двигатель был мощностью 165 л. с.. На Mk XI двигатель был форсирован до 175 л. с. (210 л. с.).
Два трубчатых радиатора системы охлаждения двигателя располагались в трансмиссионном отделении, над коробкой передач. Основной топливный бак располагался в моторном отделении слева от двигателя, его ёмкость составляла 240 л для машин с двигателем AEC A189, 145 л для машин с двигателем AEC A190 и 165 л для машин с двигателем GMC 6-71; ёмкость топливного бака постоянного давления составляла 25 л. Начиная с модификации Mk II был введён наружный цилиндрический топливный бак ёмкостью 135 л, размещавшийся на левой надгусеничной полке.
Трансмиссия «Валентайнов» незначительно различалась в зависимости от модели устанавливаемого двигателя. В состав трансмиссии танков с двигателями AEC A189 и AEC A190 входили:
- однодисковый главный фрикцион сухого трения J-151;
- пятиступенчатая механическая четырёхходовая коробка переключения передач Meadows type 22;
- коническая поперечная передача;
- многодисковые бортовые фрикционы сухого трения;
- двурядные планетарные бортовые передачи[17].

Трансмиссия танков с двигателями GMC 6-71 отличалась главным фрикционом модели M-6004 и трёхходовой синхронизированной коробкой передач Spicer synchromech.

### Ходовая часть

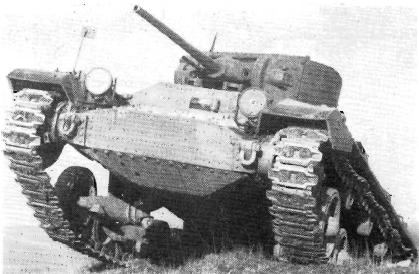
На этом снимке хорошо видна форма корпуса «Валентайна», а также расположение узлов подвески

Ходовая часть «Валентайна» без значительных изменений унаследовала конструкцию ходовой части крейсерских танков Mk I и Mk II и по каждому борту состоит из шести обрезиненных опорных катков, трёх обрезиненных поддерживающих катков, обрезиненного ленивца и расположенного сзади ведущего колеса. Опорные катки каждого борта, из них два средних, диаметром 610 мм и четыре малых, диаметром 495 мм, сблокированы по три в две тележки. Большой каток каждой тележки располагается на первичном балансире, закреплённом на кронштейне на корпусе танка. К первичному балансиру шарнирно крепится вторичный, с размещённым на нём коромыслом с двумя малыми катками. Упругим элементом тележки служит пружинная рессора с телескопическим гидравлическим амортизатором, соединённая цапфами с первичным и вторичным балансирами. Конструкция подвески такова, что на катки большого диаметра приходится бо́льшая нагрузка, чем на остальные.
Гусеницы «Валентайна» — стальные, двухгребневые, цевочного зацепления, каждая состояла из 103 траков шириной 356 мм и с шагом 112 мм. На танках модификации Mk I ранних выпусков применялись более узкие гусеницы, состоявшие из 73 траков, по конструкции аналогичные гусеницам крейсерских танков Mk III — Mk VI.

## Машины на базе «Валентайна»

### Серийные

#### «Бишоп»

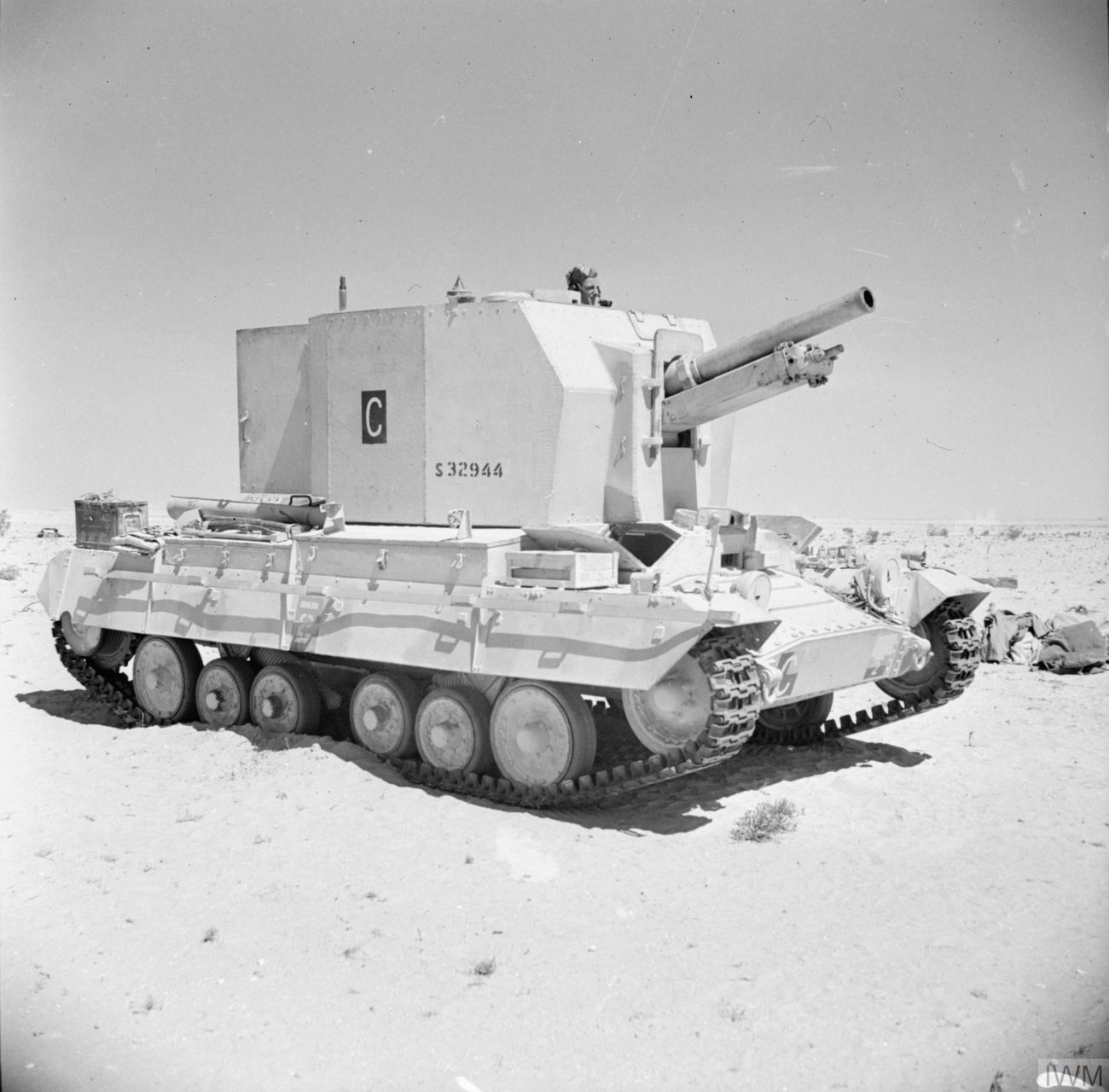
САУ «Бишоп»

Carrier, Valentine, 25 pdr Gun Mk I или «Бишоп» (англ. Bishop — «епископ») — самоходная гаубица на шасси «Валентайна», вооружённая 88-мм пушкой-гаубицей QF 25 pounder, размещавшейся в просторной полностью закрытой рубке на месте башни танка. «Бишоп» был создан в 1941 году в качестве временной меры, в 1942—1943 годах было произведено 149 экземпляров этой САУ. Из-за высокого силуэта, низкой подвижности и малой дальности стрельбы, «Бишопы» популярностью в войсках не пользовались и при первой же возможности были к концу 1943 года заменены на САУ «Секстон» и «Прист».

#### «Арчер»

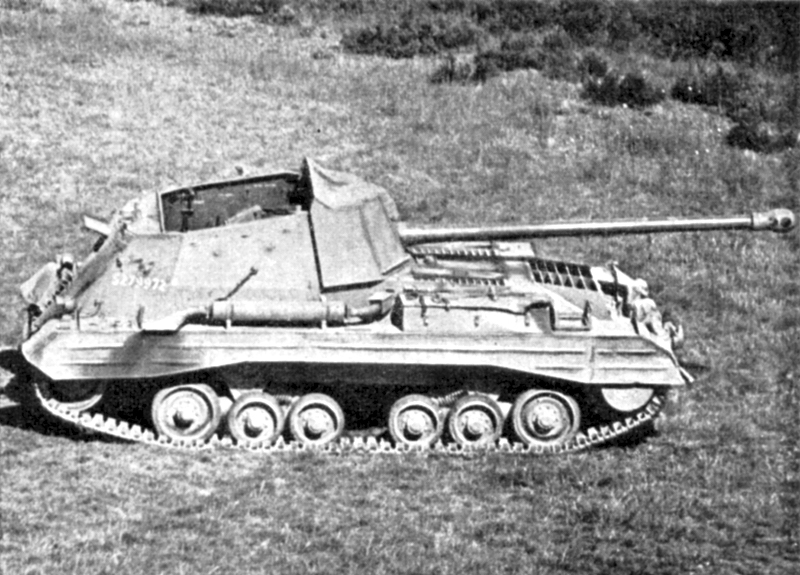
САУ «Арчер»

S.P. 17 pdr, Valentine или «Арчер» (англ. Archer — «лучник») — противотанковая САУ на шасси «Валентайна», вооружённая противотанковой 76,2-мм пушкой QF 17 pounder, размещавшейся в легкобронированной, открытой сверху рубке. Необычным у этой САУ являлось расположение орудия, которое было обращено назад относительно корпуса танка. Прототип «Арчера» был закончен в середине 1943 года, а всего за время серийного производства с марта 1944 года до конца войны было произведено 655 САУ этого типа, которые активно использовались в Северо-Западной Европе и Италии в 1944—1945 годах.

#### «Валентайн»-мостоукладчик

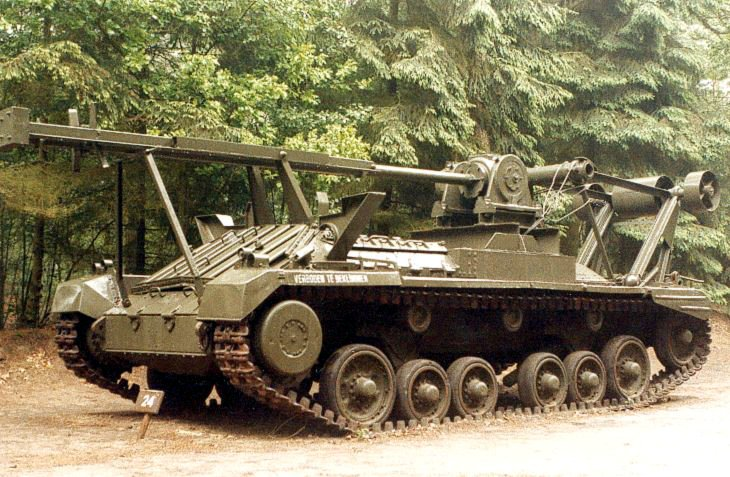
Мостоукладчик на шасси «Валентайна». Мост у машины на снимке частично отсутствует

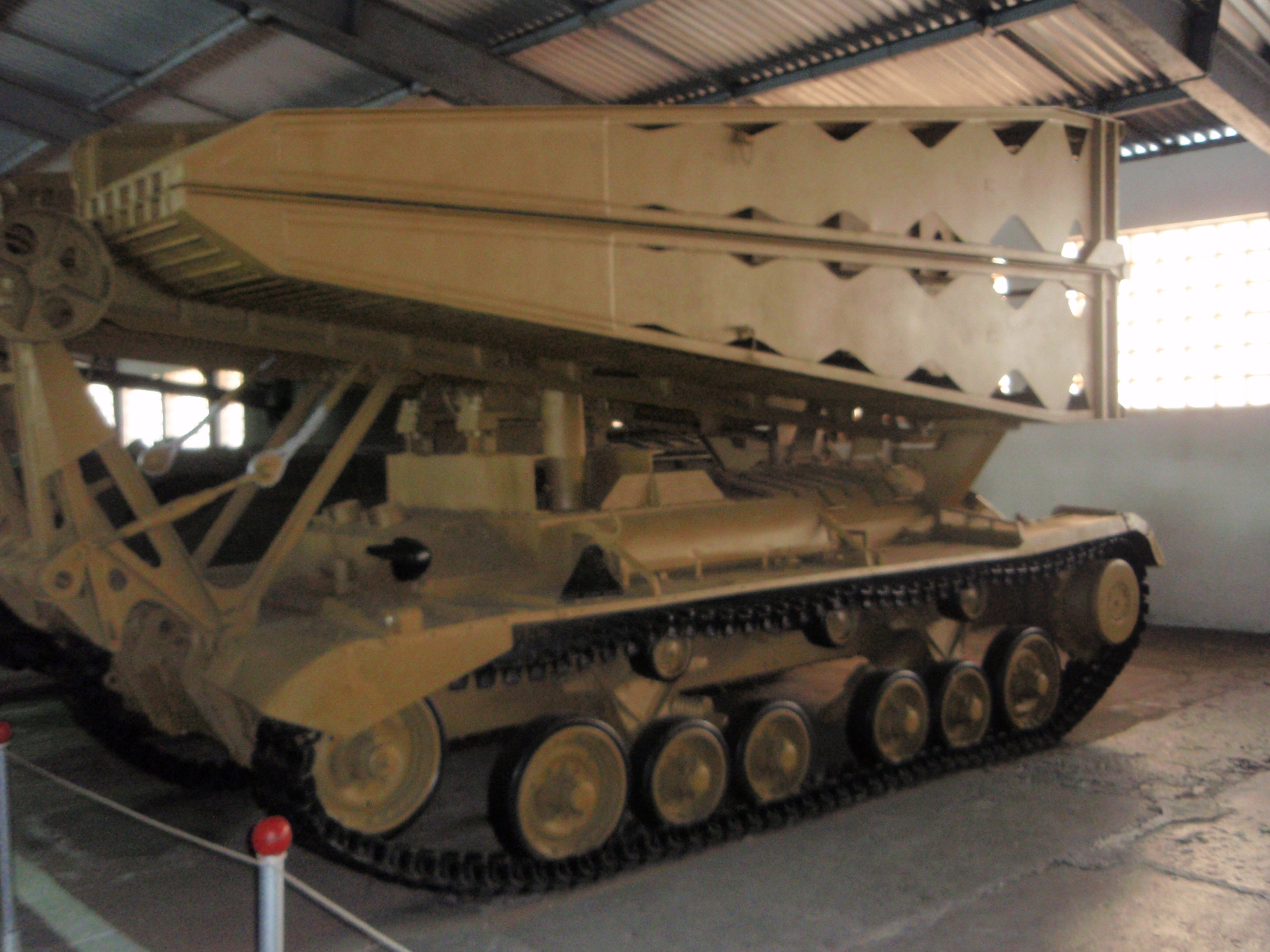
Мостоукладчик на шасси «Валентайна» в Бронетанковом музее в Кубинке

«Валентайн»-мостоукладчик (англ. Valentine Bridgelayer) был специализированным вариантом «Валентайна», лишённым башни и оборудованным 9-метровым мостом 30-тонной грузоподъёмности, раскладывавшимся по схеме «ножницы». В 1942—1943 годах было произведено 192 мостоукладчика на базе «Валентайна», которые активно использовались в Италии, Северо-Западной Европе и Бирме.
Ещё один вариант мостоукладчика на базе «Валентайна» использовал иную конструкцию — центральная секция моста фиксировалась на крыше танка, который при этом служил промежуточной опорой, а две раскладные аппарели моста крепились шарнирно на концах центральной секции. Эта машина, известная как «Бармарк» (англ. Burmark), предназначалась для использования в Юго-Восточной Азии, но так и не вышла из стадии прототипа.

#### Valentine Scorpion

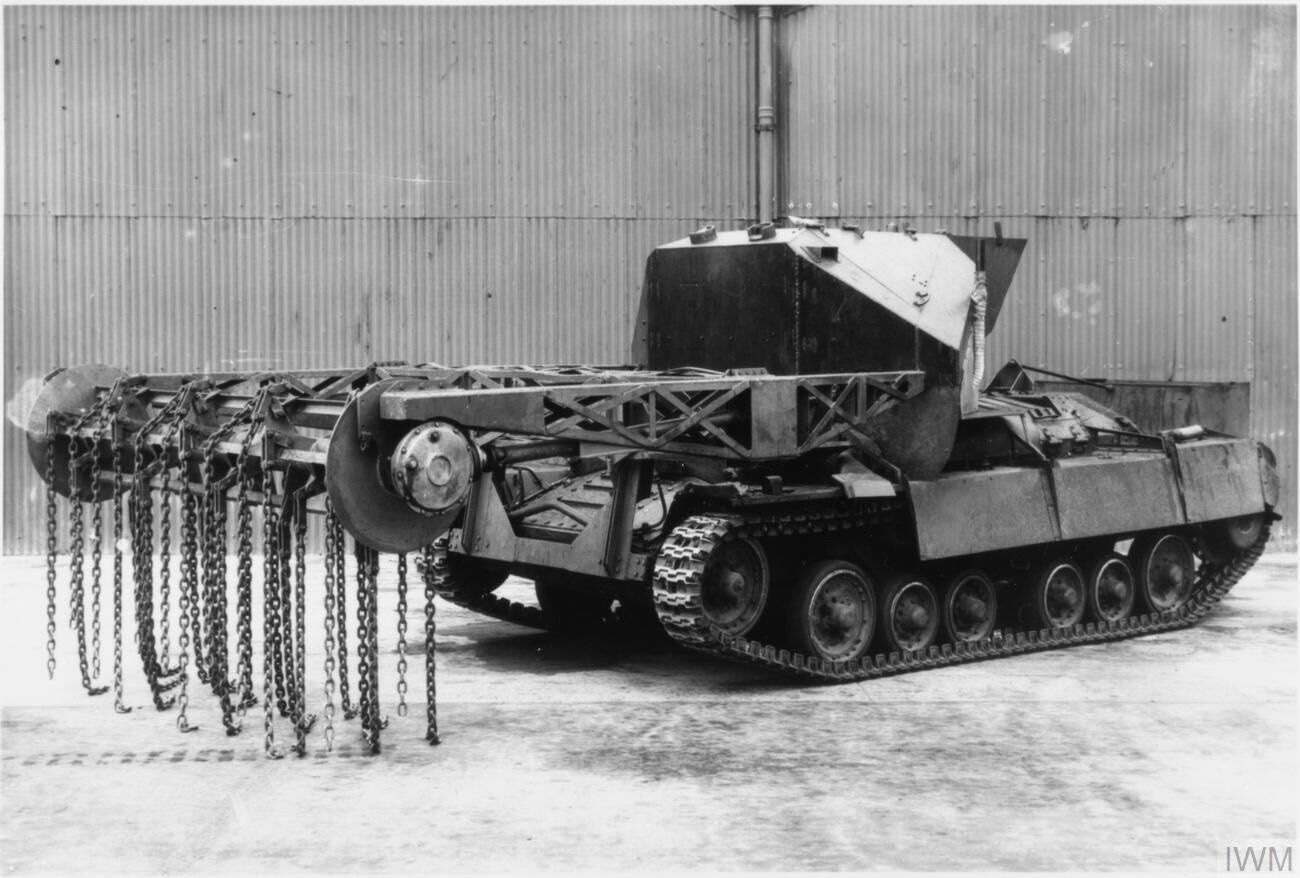
Минный трал Valentine Scorpion

Valentine Scorpion («скорпион») был единственным пошедшим в серию вариантом минного трала на шасси «Валентайна». Башня танка, модификации Mk II или Mk III, в этом варианте снималась и заменялась коробчатой конструкцией с двигателем «Форд» в ней, приводившим закреплённый на раме перед танком вращающийся барабан с цепями. При работе трала цепи колотили по земле перед танком, вызывая детонацию противотанковых мин. Кроме этого, танк мог использовать буксируемый трал модели Centipede каткового типа, служивший для детонации противопехотных мин. Всего было выпущено 150 тралов Valentine Scorpion, которые не применялись в боевых условиях, а использовались для подготовки экипажей, позднее шедших в бой на использовавших тот же принцип тралах Sherman Crab на базе танка M4 «Шерман».
Помимо пошедшего в серию Valentine Scorpion, на базе «Валентайна» испытывались также минные тралы иных типов. Среди них были как различные варианты, использовавшие традиционные катковые тралы, так и необычные конструкции в виде противоминных «граблей».

#### Valentine DD

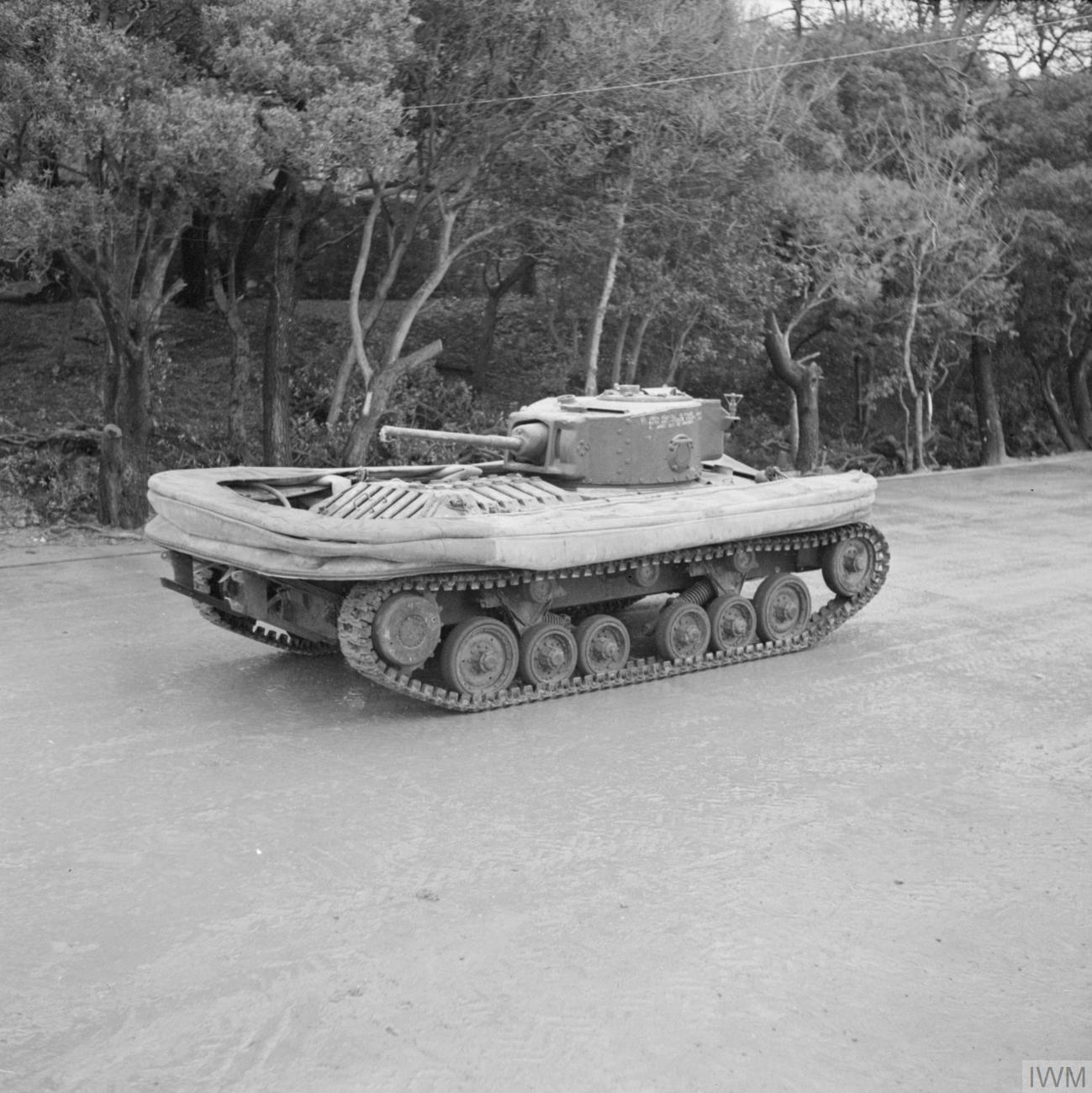

В 1943—1944 годах, по разным данным, от 595 до 625 «Валентайнов», в том числе не менее 137 Mk V, 198 Mk IX и 260 Mk XI, были переоборудованы в плавающие танки по системе Duplex Drive (DD). «Валентайн» стал первым танком, серийно оборудовавшимся этой системой. Переоборудованные машины активно использовались в учебно-тренировочных целях, однако в бою они практически не применялись, за исключением эпизодического использования в Италии в 1945 году.

### Прототипы

#### «Вэлиант»

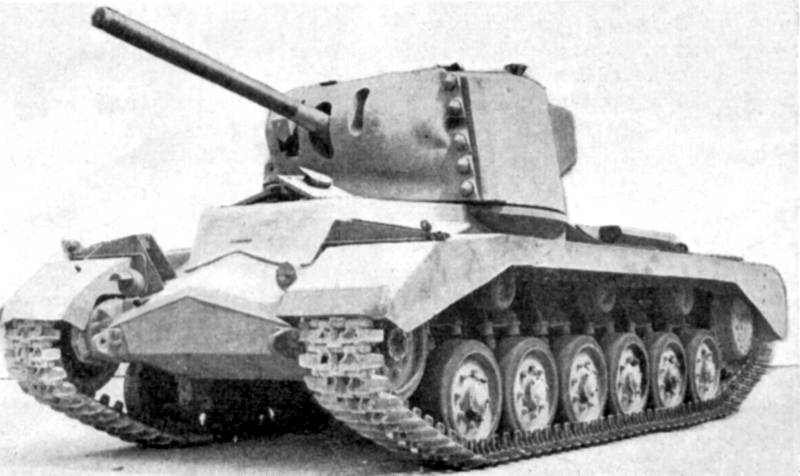
Пехотный танк A38 «Вэлиант»

Tank, Infantry, Valiant (A38) был попыткой дальнейшего развития «Валентайна». Новый танк отличался от предшественника значительно более мощным бронированием (до 112 мм) и вооружением, состоявшим из 57-мм пушки QF 6 pounder или 75-мм пушки QF 75 mm в трёхместной башне. Всего к 1944 году было построено два прототипа, различавшихся двигательной установкой и ходовой частью. В 1944 году все работы по этому проекту были прекращены, в связи с близившимся окончанием войны и успешным ходом работ по более современному танку «Центурион».

#### S.P. 6 pdr
Разработанная на базе «Валентайна» противотанковая САУ с 57-мм орудием QF 6 pounder, прикрытым броневыми листами, размещённым на месте башни. Был построен один прототип, но в серию установка не пошла, поскольку в производство уже были запущены «Валентайны» Mk VIII, имевшие то же орудие в башне.

#### Огнемётные «Валентайны»

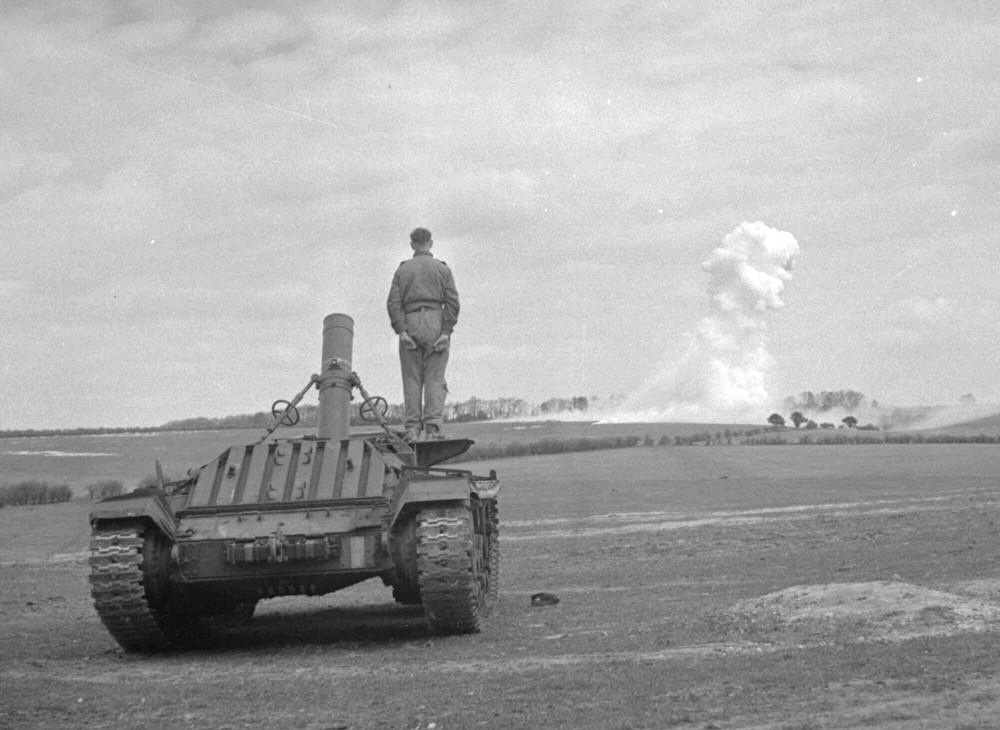
Экспериментальный зажигательный миномёт на шасси «Валентайна»

В 1941 году на базе «Валентайна» были разработаны два экспериментальных огнемётных танка, различавшиеся принципом действия огнемёта. Первый вариант использовал для метания огнесмеси пороховые заряды, тогда как второй — пневматическую систему, использовавшую азот. Огнесмесь перевозилась вне танка, в прицепе, и по шлангу подавалась в огнемёт, находившийся в лобовом листе корпуса или поворотной башенке справа на крыше отделения управления. По результатам проведённых в 1942 году испытаний более подходящим был признан второй вариант, на основе которого позднее была создана огнемётная установка для огнемётного танка «Черчилль Крокодайл» (англ. Churchill Crocodile) на базе танка «Черчилль».
Кроме этого, в 1943—1945 годах был создан и испытан экспериментальный самоходный зажигательный миномёт на шасси «Валентайна». Миномёт устанавливался в боевом отделении, башня и крыша боевого отделения снимались. Миномёт, по разным данным, 201-мм или 248-мм калибра, стрелял фугасно-зажигательными снарядами, содержавшими 11,3 кг тринитротолуола на расстояние до 1800 м, эффективная дальность стрельбы составляла около 350 м. В серию машина запущена не была.

#### Valentine CDL
Экспериментальный прожекторный танк, оборудованный по системе CDL (Canal Defence Light). Вместо стандартной башни на него устанавливалась новая, с размещённой в ней мощной электродуговой лампой. При помощи системы зеркал излучаемый ею свет направлялся сквозь узкую вертикальную щель в лобовом листе башни. Танки такого типа использовались прежде всего для ослепления вражеских войск во время ночного боя. Valentine CDL в серийное производство запущен не был, но оборудованные аналогичной системой танки «Матильда» и M3 «Грант» выпускались серийно и применялись в боевых условиях.

«Валентайн» с минным тралом AMRA (anti-mine-roller-attachement)
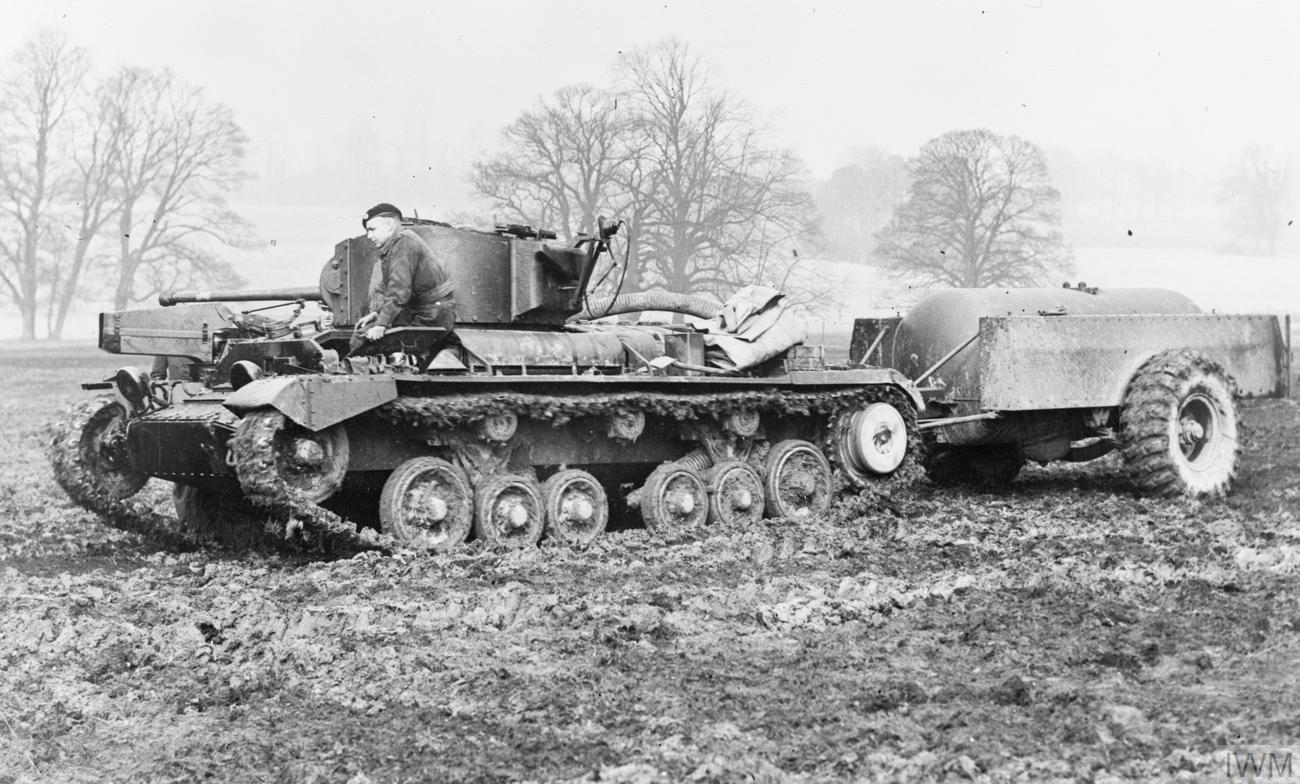
Первый вариант огнемётный «Валентайна», использовавший для метания огнесмеси пороховые заряды
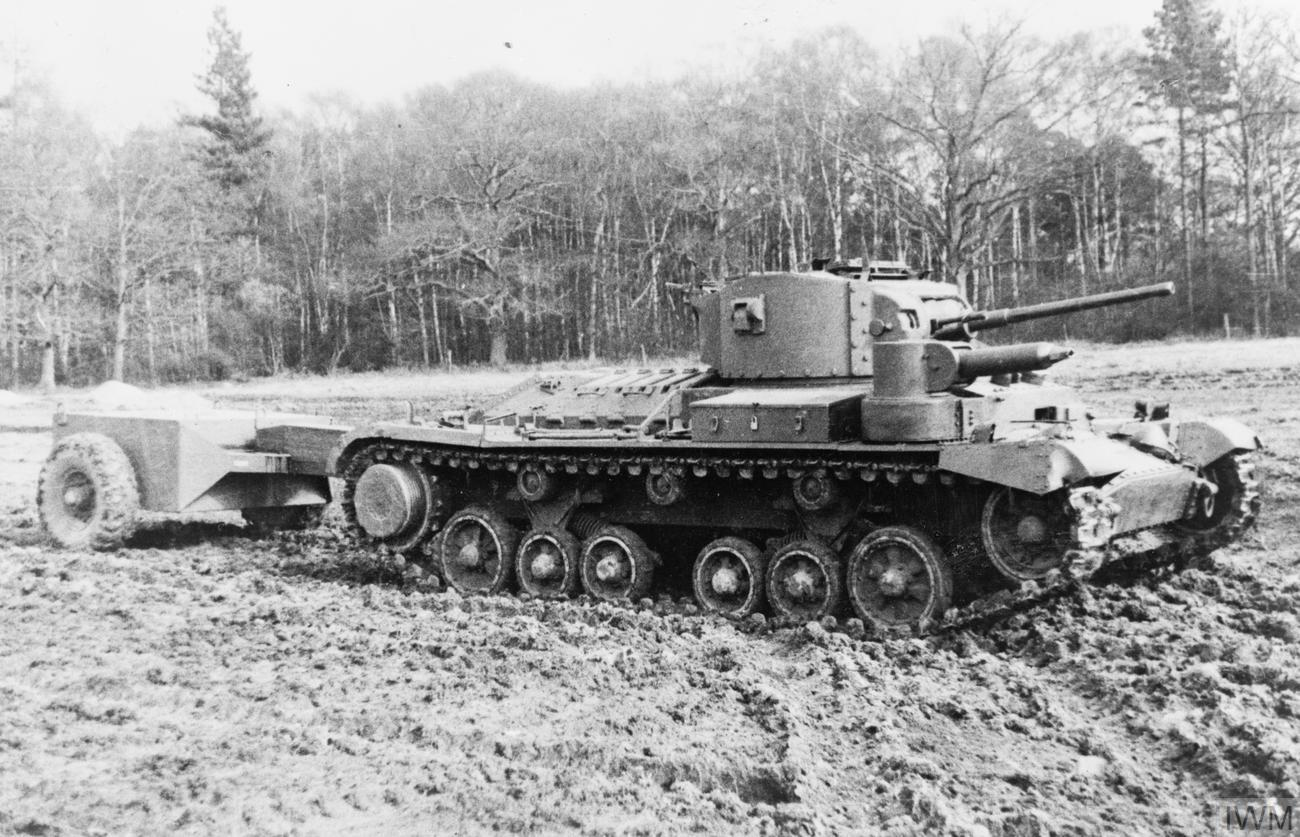
Второй вариант огнемётного «Валентайна», для метания огнесмеси использовавший пневматическую систему на азоте

## Состоял на вооружении
- Великобритания.

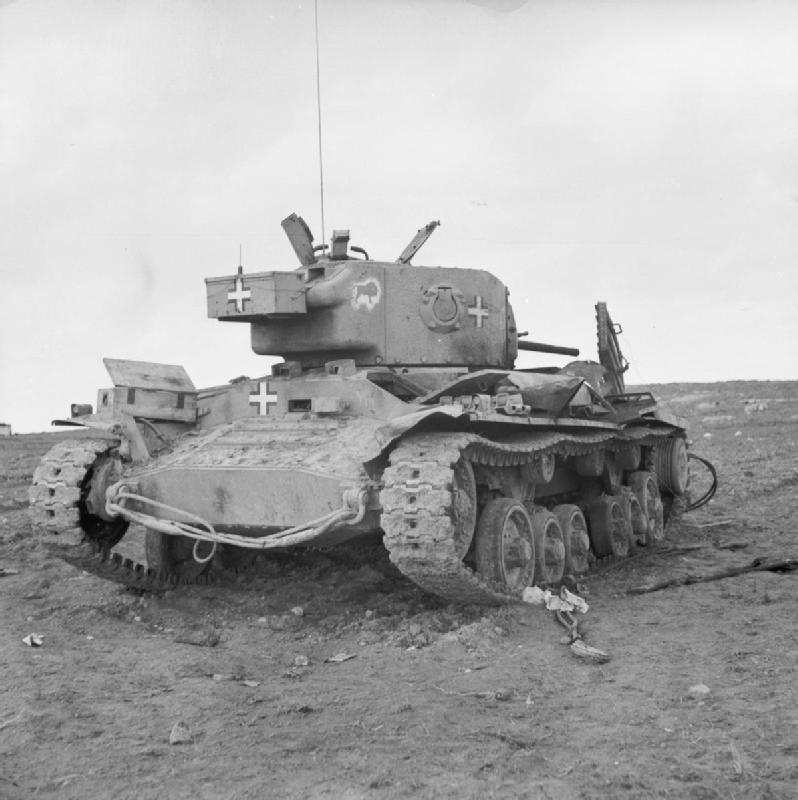
«Валентайн», использовавшийся германскими войсками

- Канада — 32 танка; все остальные отправлены в СССР[10].
- СССР — 3332 танка[10].
- Новая Зеландия[12].
- Австралия[34].
- Индия[35].
- Турция — некоторое количество, в пределах 150—200 танков, переданных Великобританией в 1942—1943 и 1945 годах[36].
- Франция — 53 танка, переданных Великобританией войскам «Сражающейся Франции» в 1943 году[37].
- Португалия — 36 «Валентайнов» Mk II, переданных Великобританией в 1942—1944 годах[38].
- Ирак — 20 «Валентайнов» Mk V, переданных Великобританией в 1945 году[39].
- Польша — некоторое число переданных Великобританией в годы войны танков[40].
- Германия — как минимум один захваченный танк.
- Народно-освободительная армия Китая[41].

## Боевое применение

### Северная Африка

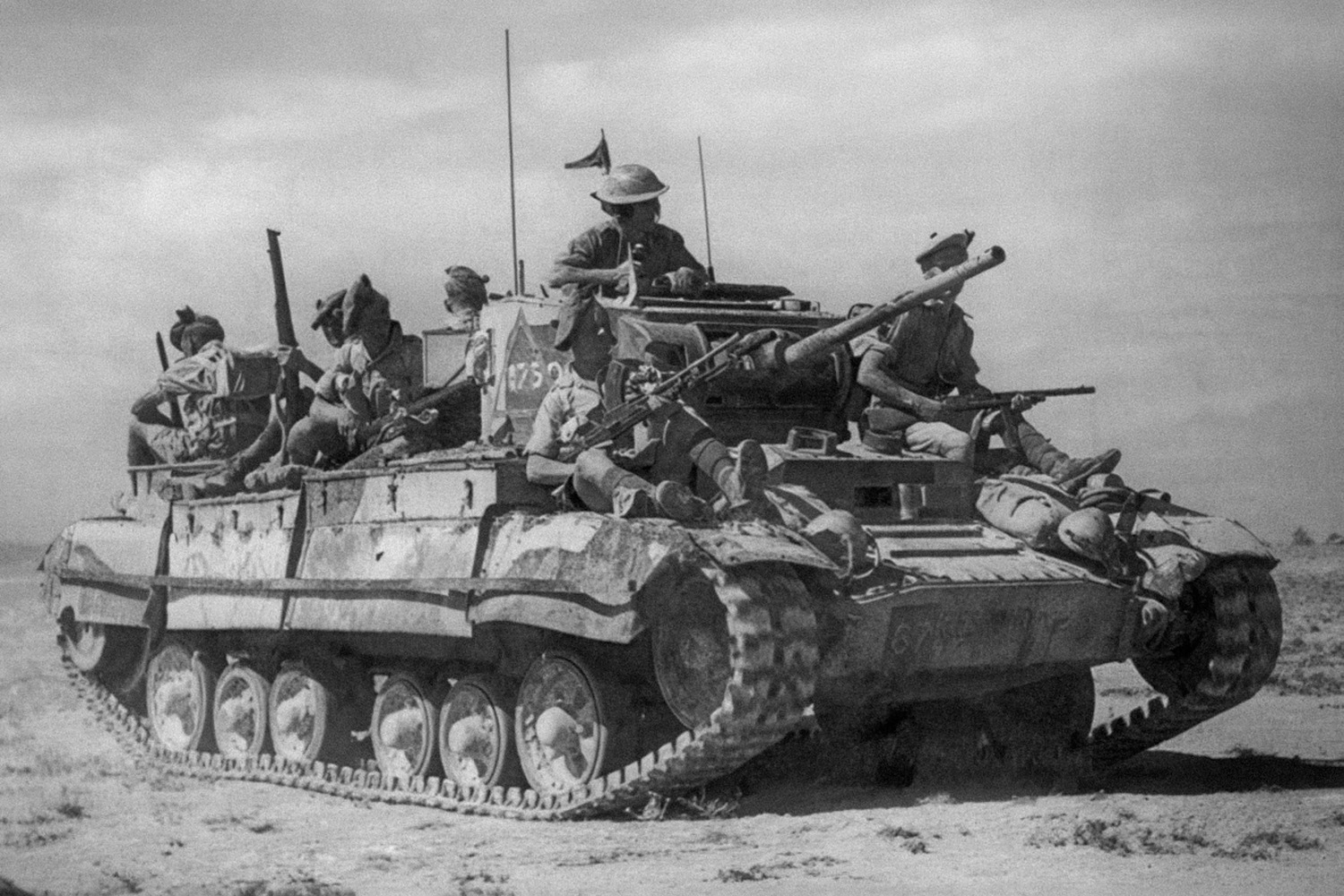
«Валентайн» в Северной Африке, перевозящий пехоту

Первые «Валентайны» начали поступать в боевые части ещё осенью 1940 года. Первым соединением, получившим новые танки, стала сформированная в Великобритании 1-я польская бронетанковая дивизия, к началу 1941 года «Валентайны» поступили также на вооружение 6-й и 11-й британских бронетанковых дивизий. К октябрю 1941 года «Валентайны» получила также 8-я британская бронетанковая дивизия, к тому времени в частях насчитывалось уже около 900 машин этого типа. Хотя «Валентайн» создавался как пехотный танк, в то время производство крейсерских танков не справлялось с запросами армии, поэтому «Валентайны» часто использовались в их роли.
В составе 8-й бронетанковой дивизии, входившей в то время в состав 8-й английской армии, а также 1-й армейской бронетанковой бригады той же армии, «Валентайны» впервые вступили в бой в ходе операции «Крестоносец» в ноябре 1941 года. Кроме того, ещё 10 «Валентайнов» имелось в составе 32-й армейской бронетанковой бригады, находившейся в осаждённом Тобруке. Поначалу, танк был довольно хорошо принят войсками. Несмотря на то, что он несколько уступал «Матильде» по бронированию, «Валентайн» имел превосходство в манёвренности. По сравнению же с крейсерскими танками, такими как «Крусейдер», составлявшими в то время большинство британских бронетанковых сил в Северной Африке, «Валентайн» значительно превосходил их в бронировании, которое в то время ещё обеспечивало надёжную защиту против большинства германских танковых и противотанковых орудий и имел более высокую надёжность. Его 40-мм пушка QF 2 pounder уже в те времена считалась откровенно слабой (хотя всё ещё вполне способной поражать броню тогдашних германских и итальянских танков), значительным недостатком также являлось отсутствие в её боекомплекте осколочных снарядов, но выбора у британцев не было, поскольку QF 2 pounder являлась ещё и единственным доступным им в то время противотанковым орудием.

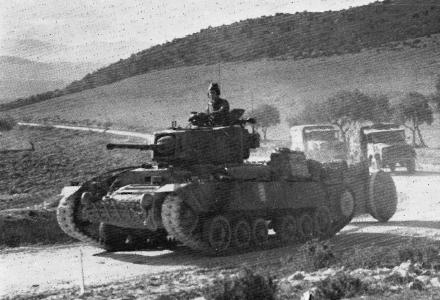
«Валентайн» Mk III. Тунис, январь 1943 года. Траки, навешенные на нижний лобовой лист, предназначены для дополнительной защиты танка

Ко времени битвы при Эль-Газале в мае — июне 1942 года, число «Валентайнов» в частях значительно увеличилось и они в значительной степени сменили «Матильды». Однако к тому времени, в связи со значительно увеличившимся бронированием германских танков, стал критическим один из основных недостатков «Валентайна» — слабое вооружение. С появлением же новых модификаций танков PzKpfw III и особенно PzKpfw IV с длинноствольными, соответственно, 50-мм и 75-мм орудиями, «Валентайн» начал терять своё основное преимущество — надёжное бронирование. Первая битва при Эль-Аламейне в июле 1942 года стала последней крупной операцией 8-й армии, в которой в заметных количествах использовались «Валентайны». К началу осени 1942 года стали в достаточных количествах доступны американские танки M3 «Грант» и M4 «Шерман», вооружённые 75-мм орудием, которым стали отдавать явное предпочтение и к началу 1943 года «Валентайнов» в составе 8-й армии почти не осталось.
«Валентайны», наряду с «Крусейдерами», также имелись в то время в составе 6-й бронетанковой дивизии, входившей в состав 1-й армии, высадившейся в Марокко и Алжире в ноябре 1942 года. Дивизия активно участвовала в боях вплоть до капитуляции немецких войск в Тунисе, в частности, отмечено использование «Валентайнов» в тяжёлых боях на перевале Кассерин в марте 1943 года. Почти все участвовавшие в Североафриканской кампании «Валентайны» были вооружены 40-мм пушками, лишь небольшое количество вооружённых 57-мм орудиями танков поступило в войска ко времени Тунисской кампании.
Как минимум один «Валентайн» во время Северо-Африканской кампании был захвачен немцами, в ноябре 1942 года, и использовался ими до подбития танка 24 февраля 1943 года. По германской системе обозначений трофейной бронетехники, «Валентайн» носил обозначение Infanterie Panzerkampfwagen Mk III 749(e). Интересно, что в немецком языке в то время «Валентайны» относились к женскому роду (нем. Valentine — «Валентина»).
Помимо Северо-Африканской кампании, небольшое количество «Валентайнов» использовалось в битве за Мадагаскар во время высадки британских войск на остров в мае 1942 года.

### Тихоокеанский театр военных действий
С октября 1942 года «Валентайнами» был вооружён 146-й полк Королевского бронетанкового корпуса, сражавшийся в Бирме с японскими войсками. На вооружении этой части «Валентайны» продолжали, несмотря на поступление более современной техники, оставаться вплоть до мая 1945 года, хотя в крупномасштабном наступлении британских войск в конце 1944 — начале 1945 года они участия уже не принимали.
Кроме этого, «Валентайнами» модификации Mk III был вооружён Специальный танковый эскадрон, входивший в состав 3-й новозеландской дивизии. Представляет интерес переделка, которой подверглась часть этих машин. Дело в том, что в отличие от большинства британских танков того времени, «Валентайн» не имел версии «ближней поддержки» (англ. CS, Close Support), вооружённой 76-мм или 94-мм гаубицей вместо пушки. Во время Северо-Африканской кампании этот недостаток восполняли «Матильды CS», однако в Специальном танковом эскадроне других танков, кроме «Валентайнов» не имелось. Чтобы исправить это, 9 «Валентайнов» из его состава были перевооружены 76-мм гаубицами, снятыми с «Матильд CS». Была также соответственно переделана укладка для боекомплекта, теперь вмещавшая 21 осколочно-фугасный и 14 дымовых снарядов. Эти танки стали единственными построенными «Валентайнами» «ближней поддержки». В бой, впрочем, Специальный танковый эскадрон вступил лишь однажды, во время высадки на Зелёный остров в феврале 1944 года.

### Северо-Западная Европа
Ко времени высадки войск Союзников в Нормандии, «Валентайны» были переведены в разряд устаревших, в связи с появлением в больших количествах поставлявшихся из США танков M4 «Шерман» и британских «Кавалер», «Кентавр» и «Кромвель». В связи с этим, «Валентайны» были выведены из первой линии танковых частей, однако часто применялись, обычно со снятыми и заменёнными муляжами пушками, в роли передвижных командирских и наблюдательных пунктов. Также, как и с другими устаревшими британскими танками, предпринимались попытки использования шасси «Валентайна» для создания специализированных машин, таких как минные тралы, прожекторные танки и другие, но в массовое производство поступили только три из них — мостоукладчик Valentine Bridgelayer, минный трал Valentine Scorpion и оборудованный системой для плавания Duplex Drive Valentine DD.

### Фронты Великой Отечественной
| Поступление танков «Валентайн» по данным приёмных комиссий ГБТУ |                |         |       |        |         |       |
| Год                                                             | Порты прибытия | Mk II-V | Mk VI | Mk VII | Mk IX-X | Всего |
| 1941                                                            | Север          | 216     |       |        |         | 216   |
| 1942                                                            | Север          | 600     | 15    | 165    |         | 780   |
| 1942                                                            | Юг             | 179     |       |        |         | 179   |
| 1943                                                            | Север          | 220     |       | 165    | 486     | 871   |
| 1943                                                            | Юг             | 67      |       | 687    | 145     | 899   |
| 1943                                                            | Восток         |         |       |        | 6       | 6     |
| 1944                                                            | Север          | 33      |       |        | 199     | 232   |
| 1944                                                            | Юг             | 49      |       | 9      | 91      | 149   |
| Всего                                                           | Всего          | 1364    | 15    | 1026   | 927     | 3332  |

СССР стал единственной страной, куда «Валентайны» поставлялись по программе ленд-лиза. В СССР было отправлено 3782 танка, или 46 % всех выпущенных «Валентайнов», в том числе почти все произведённые в Канаде машины. До места назначения дошло 3332 из них, остальные же 450 машин пошли на дно вместе с транспортами, перевозившими их. В СССР поставлялись «Валентайны» восьми модификаций — Mk II, Mk III, Mk IV, Mk V, Mk VI, Mk VII, Mk IX и Mk X.
По британским данным в СССР был отправлен 161 Валентайн Mk II, из которых отгрузили 136, а 25 погибло в пути. Из 520 Валентайн Mk IV до портов СССР добрались 449 танков, а из 340 Валентайн Mk V — 227.
Наиболее массовыми из них стали Mk IV, Mk VII и Mk IX, причём из числа последних в СССР с 1943 года поставлялись вооружённые пушкой QF 6 pounder Mk V с длиной ствола 50 калибров машины, в то время как в Великобритании оставались машины с более слабыми пушками QF 6 pounder Mk III с длиной ствола 43 калибра. «Валентайны» модификаций Mk IX и Mk X продолжали запрашиваться советской стороной для поставок по ленд-лизу почти до самого конца войны. Во многом благодаря этому «Валентайны», считавшиеся в Великобритании устаревшими и почти не использовавшиеся уже к середине 1943 года, оставались в производстве до апреля 1944 года, или по некоторым данным, даже до начала 1945 года.

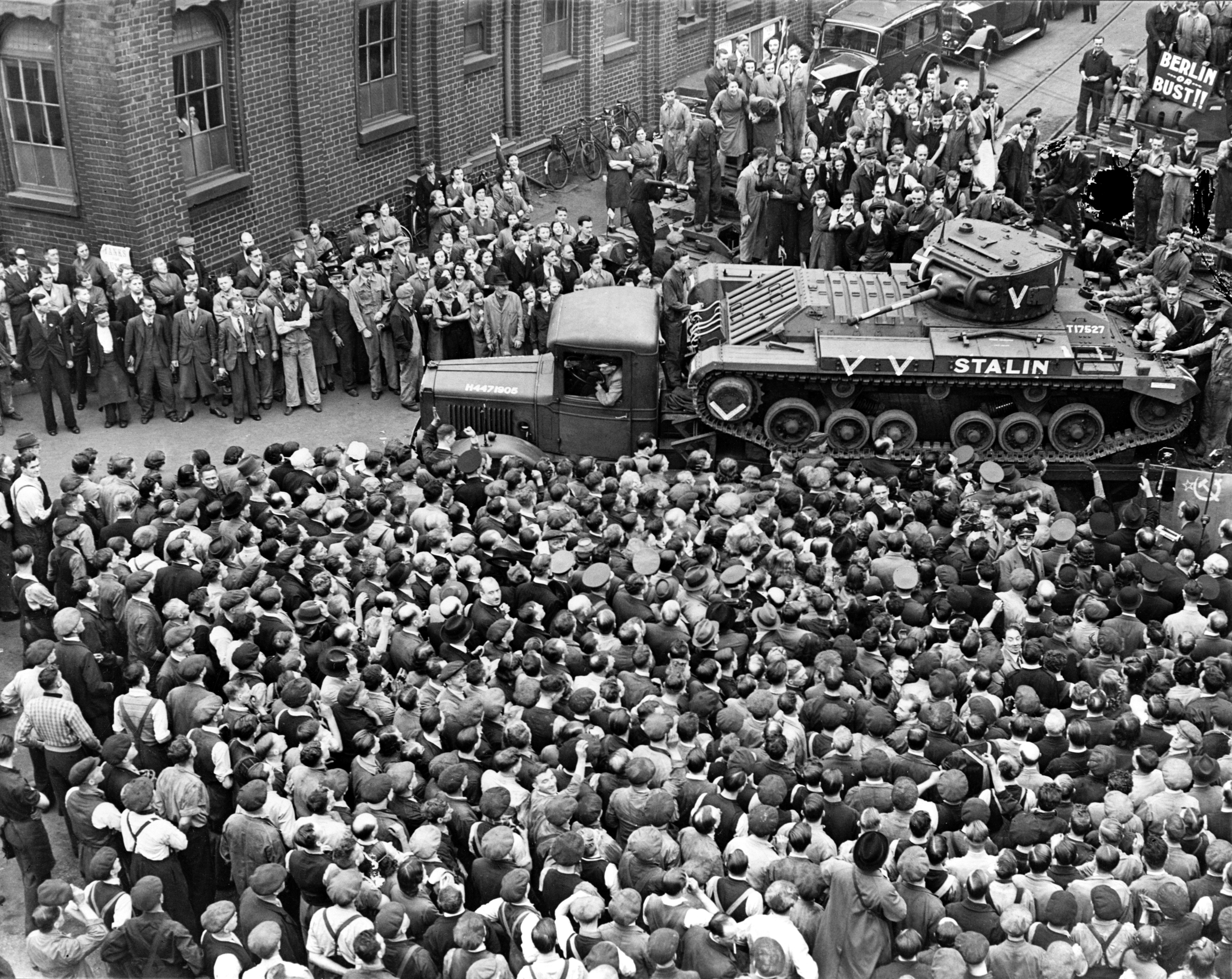
«Валентайн» «Сталин» идёт в СССР по программе ленд-лиза

 В РККА «Валентайны» назывались чаще всего «MK.III» или «MK.3», иногда по названию — «Валентайн» или, реже, «Валентин» (В мемуарах фронтовиков также встречается искажённое название танка «Валя-Таня»). Отдельные модификации в названиях выделялись нечасто и обозначались обычно в виде «Валентайн VII». Помимо линейных танков, в первой половине 1944 года в СССР было поставлено также 25 мостоукладчиков Valentine Bridgelayer, получивших название «MK.IIIM».
Первые «Валентайны» поступили в войска в ноябре 1941 года, поначалу в незначительных количествах по сравнению с 216 прибывшими в СССР к тому времени машинами. Первой частью, получившей новые машины, стал 136-й отдельный танковый батальон, участвовавший в обороне Москвы на Можайском направлении. Девять «Валентайнов» батальон получил 10 ноября, а уже 1 декабря батальон был полностью сформирован, однако обучение танкистам пришлось проходить уже на фронте. По документам немецкой стороны, впрочем, первое их столкновение с «Валентайнами» в бою на Восточном фронте произошло ещё 25 ноября, раньше, чем с британскими машинами в Северной Африке. Вскоре новую технику получили и другие части, на 1 января 1942 года «Валентайны» имелись также в составе 146-й (4 единицы), 23-й (5 единиц) и 20-й (2 единицы) танковых бригад, а также 112-й танковой дивизии (6 единиц), действовавших на Западном фронте. Также имел в своём составе «Валентайны» сражавшийся на Северо-Западном фронте 171-й отдельный танковый батальон (9 единиц).

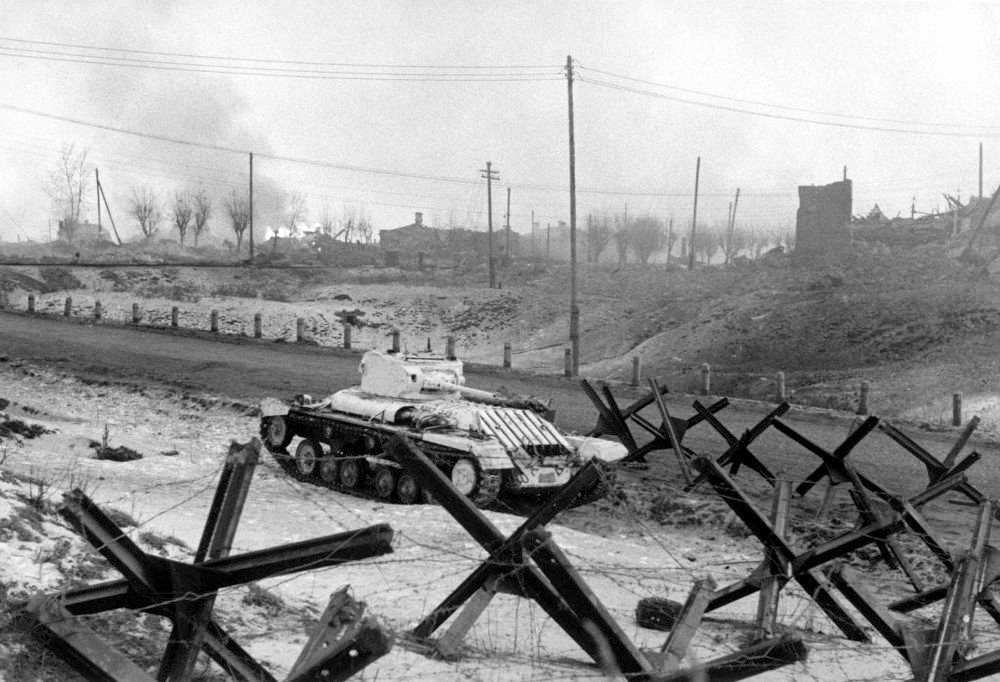
«Валентайн» Mk II у переднего края обороны близ населённого пункта Истра во время битвы за Москву. Ноябрь 1941 г.

В РККА «Валентайны» получили разные оценки. Командование довольно высоко оценивало «Валентайны» из-за тактико-технических характеристик и в августе 1942 года даже направило запрос на увеличение поставок их в СССР.
Как и остальная британская техника, они были сложны в эксплуатации и в руках не имевших должного опыта экипажей, к которым они обычно попадали на начальном этапе войны, часто выходили из строя. Кроме того «Валентайны» оказались совершенно не приспособлены к климатическим условиям фронтов советско-германской войны. В последующем, однако, с накоплением опыта обращения с иностранной бронетехникой, эти проблемы были успешно преодолены. Нарекания вызывало также слабое вооружение «Валентайна». Его 40-мм пушка уже к 1942 году успела устареть в роли противотанковой и уступала по мощности всем советским танковым орудиям, вдобавок осколочных снарядов к ней не имелось. Чтобы исправить это, было решено в скорейшие сроки перевооружить танки отечественной артсистемой. Уже в декабре 1941 года, всего за две недели, на заводе № 92 в Горьком один «Валентайн» был в опытном порядке перевооружён советской 45-мм пушкой и 7,62-мм пулемётом ДТ. Новый танк получил заводское обозначение ЗИС-95 и был в конце того же месяца отправлен в Москву, но до серийного производства дело так и не дошло. Проблема с отсутствием осколочных снарядов была, впрочем, успешно разрешена путём запуска в производство со второй половины 1942 года осколочных зарядов собственной разработки.

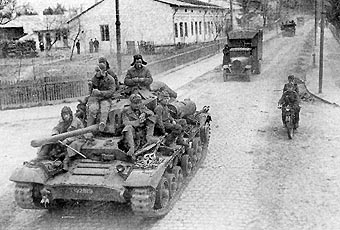
«Валентайн» Mk IX, в колонне техники РККА, 1942—1943

За 1942 год число «Валентайнов» в частях значительно возросло. Особенно много танков этого типа участвовало в битве за Кавказ в 1942—1943 годах, что объяснялось близостью данного театра военных действий к Иранскому каналу поставок техники и вооружения. К тому времени была найдена эффективная тактика использования иностранных танков совместно с советскими. Танки шли в наступление эшелонами, в первом — наиболее тяжело бронированные КВ и «Матильда CS», во втором — Т-34, а в третьем — «Валентайны» и Т-70. В частях «Валентайны» нередко подвергались переделкам с целью приспособления танка к местным особенностям эксплуатации, в основном с целью повышения проходимости, например, путём приварки к гусеницам стальных пластин с целью увеличения их площади.
«Валентайны» использовались практически на всём протяжении советско-германского фронта, от самых южных участков, до самых северных. В частности, отмечается использование танков этого типа на Западном и Калининском фронтах, в Прибалтике, Белоруссии (в составе 5-й гвардейской танковой армии участвовали в операции «Багратион»), на Украине, в Крыму, в Молдове, Румынии, Венгрии и Германии. «Валентайны» участвовали и в Курской битве — так, в составе 201 танковой бригады (7-я гвардейская армия Воронежского фронта) на 4 июля 1943 года имелось 18 «Матильд», 31 «Валентайн» и 3 Т-34, некоторое количество Mk III имелось и на Центральном фронте. Воевали «Валентайны» и в Заполярье (Кольский полуостров, Северная Норвегия): в составе 7-й отдельной гвардейской танковой бригады участвовали в Петсамо-Киркенесской операции в октябре 1944 года. В ходе этих боёв британские машины использовались в передовом отряде, но бригада потеряла два из трёх остававшихся в строю Mk IX: один танк был подбит артогнём противника, один подорвался на минах.
Особенно «Валентайн» за его манёвренность ценили кавалерийские части, до конца войны они, наряду с Т-34, оставались основными танками кавалерийских корпусов.

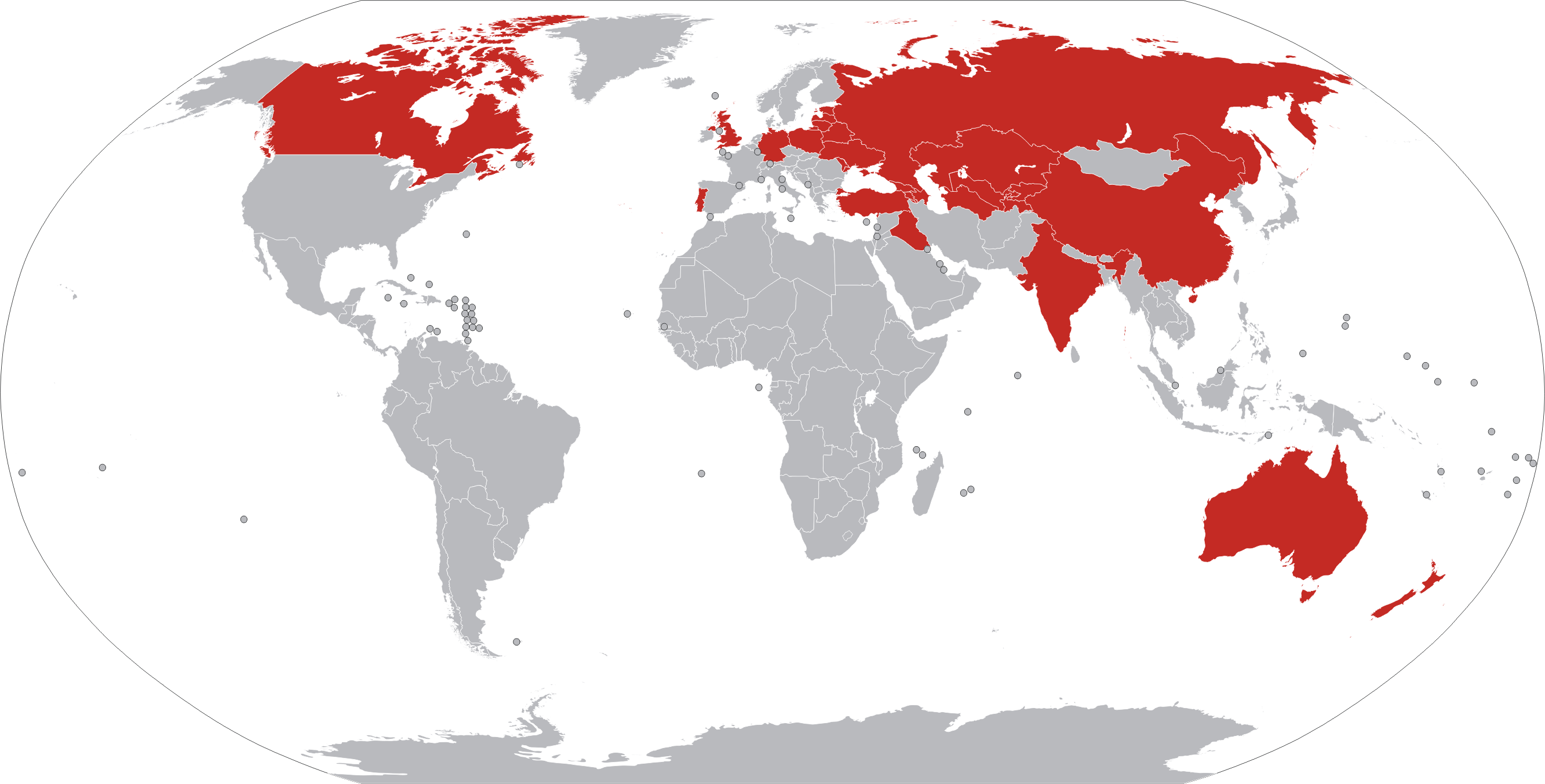
Страны, использовавшие «Валентайн»

Последнее применение «Валентайнов» в РККА состоялось уже на Дальнем Востоке во время наступления советских войск в Маньчжурии. В составе 267-го танкового полка и конно-механизированной группы 2-го Дальневосточного фронта находилось по 41 и 40 «Валентайнов», соответственно, кроме того, в состав 1-го Дальневосточного фронта входили две роты мостоукладчиков, состоявшие из 10 Valentine-Bridgelayer в каждой. 25 «Валентайнов»-мостоукладчиков поступило по Ленд-лизу в СССР в 1944 году.

### Послевоенное использование
«Валентайны» в Великобритании и большинстве стран Содружества, их использовавших, с окончанием войны были сняты с вооружения и пущены на слом, однако в Новой Зеландии они оставались на вооружении вплоть до 1955 года.
Поставленные СССР «Валентайны», находившиеся в исправном состоянии, с окончанием войны, по условиям ленд-лиза, должны были быть возвращены британской стороне, в случае её заинтересованности в этом. Однако большая часть «Валентайнов», как и другой поставленной по программе ленд-лиза техники, была представлена советской стороной как лом и уничтожена, а небольшая часть была передана Народно-освободительной армии Китая, которая использовала их в Гражданской войне в Китае в 1946—1949 годах.

## Оценка машины
Из-за сравнительно недолгой и небольшой по масштабам эксплуатации «Валентайна» в британской армии, подробные оценки танка в зарубежной литературе довольно редки. Британскими танкистами отмечалась превосходная надёжность двигательной установки и танка в целом, особенно по сравнению с другими британскими машинами того периода. Нарекания вызывали теснота боевого отделения, плохие условия работы водителя, двухместная (на большинстве машин) башня и недостаточно мощная 40-мм пушка, к которой вдобавок не было осколочных снарядов.
Значительно дольше и активнее «Валентайн» эксплуатировался в СССР. Подводя итоги пятилетнего использования «Валентайна» в рядах Красной армии, в статье «Анализ развития зарубежной танковой техники за годы войны и перспективы дальнейшего совершенствования», опубликованной в 1945 году генерал-майором инженерно-танковой службы, доктором технических наук Н. И. Груздевым, «Валентайн» заслужил следующую оценку:

Mk III, как пехотный (или, придерживаясь весовой классификации, — лёгкий), танк, безусловно, имеет наиболее плотную общую компоновку и среди этого типа танков является, бесспорно, наиболее удачным, хотя вынос тормозных барабанов вне корпуса, безусловно, неправилен. Опыт с танком Mk III прекращает дискуссию о возможности целесообразного использования автомобильных агрегатов для танкостроения.
Броневая перегородка между моторным и боевым отделением существенно уменьшает потери в экипаже при пожаре и сохраняет моторно-трансмиссионную группу при взрыве снарядов. Приборы наблюдения просты и эффективны. Наличие уравнителей в Mk III и сервомеханизмов, несмотря на невысокую удельную мощность, позволяет обеспечивать удовлетворительную среднюю скорость танка порядка 13—17 км/ч.
Характерным для английских танков Mk III, Mk II и Mk IV является предпочтение, отдаваемое броне; скорость и вооружение получаются как бы второстепенными; несомненно, что если это терпимо в Mk III, то в других танках диспропорция является явным и недопустимым минусом.
Следует отметить надёжно работающий дизель GMC.
Из всех существующих лёгких танков танк Mk III является наиболее удачным. Можно сказать, что в условиях 1940—1943 гг. именно англичане создали тип пехотного танка.

### Конструкция и потенциал развития
«Валентайн» в целом был довольно типичным продуктом британской школы танкостроения своего времени. С другой стороны, предельное ужатие габаритов являлось для британских машин нехарактерным, хотя в данном случае и вынужденным, шагом. Несмотря на очевидные преимущества в виде меньшей заметности машины на поле боя, это повлекло за собой тесноту боевого отделения. Вдобавок, стараясь уменьшить общую высоту машины, конструкторы фирмы «Виккерс» пошли даже на отказ от командирской башенки, что сложно отнести к удачным решениям.
Изначально заложенные в конструкцию «Валентайна» требования определили и возможности для его дальнейшего развития. Основными факторами, ограничивавшими его были подвеска, изначально рассчитанная на 13-тонный A9 и даже на ранних «Валентайнах» работавшая с перегрузкой, а также предельно ужатая компоновка, осложнявшая внесение серьёзных изменений. Несмотря на это, в ходе войны вооружение «Валентайна» было значительно усилено, хотя ценой за это стало ослабление бортовой брони. Однако в таком виде «Валентайн» даже по уровню лобового бронирования уже не соответствовал возросшим требованиям к пехотному танку по защищённости, а исчерпанный запас массы не позволял его усилить.
Ряд особенностей конструкции «Валентайна» повышал живучесть машины и выживаемость экипажа в случае её подбития. Так, несмотря на плотную компоновку, топливные баки располагались в моторном отделении, вне обитаемых мест танка. В сочетании с дизельным двигателем, применявшимся на большинстве «Валентайнов», это уменьшало пожароопасность и значительно повышало выживаемость экипажей в случае, если пожар всё же возникал. Броневая противопожарная перегородка между моторным и боевым отделениями дополнительно защищала экипаж, а в случае взрыва боекомплекта — защищала моторно-трансмиссионную группу, повышая шансы на последующее восстановление танка. Впрочем, вероятность взрыва боекомплекта была также снижена, за счёт размещения его целиком на полу боевого отделения, где шансы на попадание в него вражеского снаряда были значительно меньше. Заднее расположение трансмиссионного отделения также повышало живучесть танка, снижая вероятность попадания в него, но вынос тормозных барабанов за пределы корпуса, безусловно являлся минусом. Подвеска «Валентайна», несмотря на хорошие мягкость и плавность хода, также снижала живучесть машины, так как при выходе из строя любого из опорных катков, танк продолжать движение уже не мог. Ощутимым недостатком «Валентайна», связанным как с ужатостью корпуса, так и с расположением боекомплекта, был малый боезапас — всего 60 40-мм или 44—46 57-мм или 75-мм выстрелов (для танков того времени, вооружённых 37—40-мм орудиями, он обычно составлял около 100—170 выстрелов, для танков с 50—76-мм орудиями — около 60—100 выстрелов).

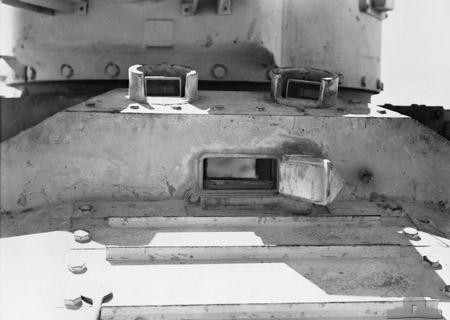
Даже в небоевых условиях этот крошечный люк был лучшим доступным водителю «Валентайна» средством наблюдения

Оригинальный метод сборки корпуса «Валентайна» имел как свои достоинства, так и недостатки. К безусловным достоинствам можно отнести освобождение танка от веса каркаса и занимаемого им внутреннего объёма, что было особенно важно для ужатого «Валентайна». Ещё одним специфическим достоинством являлась бо́льшая безопасность такого корпуса для экипажа. Клёпаные корпуса традиционной конструкции имели очень серьёзный недостаток — при снарядном, а порой даже при пулевом обстреле, заклёпки часто отскакивали внутрь корпуса, становясь опасными поражающими элементами. Из-за специфического же расположения заклёпок и болтов в деталях корпуса «Валентайна», они во многом были лишены этой возможности. Основным же недостатком такого метода являлась его низкая технологичность. Детали корпуса требовали специальной высокоточной обработки, с допусками при подгонке их друг к другу не более 0,25 мм. Кроме этого, сравнительно сложная форма корпуса танка, особенно в районе крыши моторного и трансмиссионного отделения, также не способствовала простоте изготовления.
Условия работы экипажа «Валентайна» не отличались комфортом. Ужатость компоновки привела к тесноте боевого отделения, ещё более усугубившейся на машинах с трёхместной башней или усиленным вооружением, ведь внешние размеры башни при этом почти не изменились. Впрочем, в РККА теснота боевого отделения нареканий со стороны экипажей не вызывала, поскольку у советских танков, например, у Т-34, оно было ещё теснее. Ещё хуже приходилось механику-водителю. Его рабочее место имело неудачную конструкцию — даже в небоевых условиях лучшим средством наблюдения для него оставался весьма небольших размеров смотровой люк в лобовой части корпуса. При этом использовать люки посадки-высадки для наблюдения водитель возможности не имел, так как они находились на крыше по сторонам от его рабочего места. В сочетании с больши́ми усилиями, которые ему было необходимо прилагать к механизмам управления, всё это делало работу механика-водителя «Валентайна» очень тяжёлым занятием.

### Технологичность и надёжность
«Валентайн» изначально создавался как простой, надёжный и дешёвый в производстве танк. Стоимость его производства была на 20 %, а трудоёмкость изготовления — на 30 % ниже, чем «Матильды». Значительно повышали надёжность танка применение двигателя и трансмиссии от коммерческого автомобиля, а также отработанная на крейсерских танках конструкция подвески. В начальный период войны «Валентайн» относился к числу наиболее надёжных британских танков. Тем не менее, ряд решений, в частности, конструкция корпуса и подвески, затрудняли и удорожали производство.
Моторная группа и трансмиссия работают 150—200 часов.
Частые нарекания в адрес надёжности «Валентайна», сопровождавшие его (как, впрочем, и все остальные западные танки) поначалу во время использования в РККА, были во многом вызваны неправильной эксплуатацией. «Валентайн» был рассчитан на более высокую культуру эксплуатации, чем советские танки, и попытки обращаться с ним так же, как с отечественной техникой, приводили к частым поломкам.
Крайне низкая живучесть ходовой части — при поломке одного катка танк двигаться не может.

### Оценка боевого применения
Бесспорная ценность «Валентайна» заключалась в том, что он был дешёвым, надёжным и вполне боеспособным танком, доступным именно тогда, когда это было более всего необходимо. После поражения своих войск во Франции в 1940 году, Великобритания, оставшаяся с парком в подавляющем большинстве своём устаревших или малопригодных к бою танков, была вынуждена спешно восстанавливать свои бронетанковые войска. Именно в это время «Валентайн» сумел ярче всего проявить себя. Несмотря на то, что его боевая служба в первой линии танковых частей оказалась недолгой и в ней приняло участие сравнительно небольшое количество от выпущенных машин, «Валентайн» сыграл значительную роль в укреплении британских танковых войск в критический для них момент. С осени 1940 года и практически до самого конца войны, «Валентайны» использовались для подготовки танковых экипажей, как в линейном варианте, так и в специализированных, например, Valentine DD.
Ранние модификации «Валентайна», как и почти все другие британские танки начального периода войны, были вооружены 40-мм пушкой QF 2 pounder. Хотя его слабость уже тогда была очевидна даже самим британцам, QF 2 pounder была лучшим доступным им в то время противотанковым орудием. Тем не менее, она могла без труда поражать лобовую броню германских лёгких танков и ранних модификаций средних PzKpfw III и PzKpfw IV. Броню же лёгких и средних итальянских, а также японских танков она без труда пробивала до самого конца войны. Но появление новых модификаций PzKpfw III и PzKpfw IV с усиленным до 50—60 мм лобовым бронированием, пробиваемым для QF 2 pounder лишь на предельно близких дистанциях, резко снизило её эффективность. А 80-мм лобовая броня поздних модификаций PzKpfw IV оказалась для неё и вовсе неуязвима. «Валентайнам» приходилось искать возможности для поражения более тонкой бортовой брони противника, в то время как германские танки, благодаря более мощным и дальнобойным орудиям, могли поражать «Валентайны» с дальних дистанций, оставаясь вне досягаемости их орудий. С появлением же тяжёлых германских танков, QF 2 pounder устарела окончательно, поскольку те оказались для неё практически неуязвимы. Неэффективна 40-мм пушка была и для задач поддержки пехоты. Первоначально осколочных снарядов к ней не было вовсе, но даже появившись в 1942 году, 40-мм снаряды отличались низкой эффективностью из-за очень малого заряда взрывчатого вещества.
Установка 57-мм пушки QF 6 pounder значительно расширила противотанковые возможности «Валентайна», позволив ему поражать на дистанциях менее 500 м даже лобовую броню германских средних танков, хотя PzKpfw IV и сохраняли значительное преимущество в дальнобойности орудия. Вдобавок 57-мм пушка могла пробить хотя бы бортовое бронирование тяжёлых танков противника на близких дистанциях, пускай в этом случае её возможности находились уже на пределе, особенно для пушек модификации Mk III с более коротким стволом. Кроме этого, QF 6 pounder в значительной степени сохраняла недостаток своей предшественницы — отсутствие, на начальном этапе, осколочных снарядов к ней и недостаточную их мощность, что было особенно важно для танка поддержки пехоты. Эта проблема была разрешена путём установки на танк 75-мм пушки OQF 75 mm, имевшей очень эффективный для своего калибра осколочно-фугасный снаряд, но вооружённые этим орудием «Валентайны» Mk XI в бою почти не использовались.
Основным преимуществом «Валентайна» в бою являлось мощное бронирование. На 1940 год 60—65-мм вертикальная броня, защищавшая его со всех сторон (за исключением верхнего кормового листа) считалась крайне мощной, особенно с учётом весовой категории «Валентайна». К 1941 году, когда «Валентайны» вступили в бой, оно всё ещё обеспечивало надёжную защиту от большинства танковых и противотанковых орудий. Слабым местом бронирования являлся верхний кормовой лист, несмотря на значительный наклон, имевший толщину всего 17 мм, но вероятность его поражения в бою была сравнительно невелика.
Для любых орудий 37-мм калибра, в частности для германской Pak 35/36 танк был практически неуязвим, даже подкалиберные снаряды могли пробить его броню лишь на предельно близких дистанциях при удачном стечении обстоятельств. От калиберных снарядов орудий калибра 47—50 мм бронирование «Валентайна» Mk I—II также обеспечивало защиту на большинстве дистанций боя, равно как и от бронебойных снарядов 75-мм противотанковой пушки Pak 97/38 (кумулятивные снаряды данного орудия обеспечивали уверенное поражение английского танка). Короткоствольная 75-мм танковая пушка KwK 37, стоявшая на ранних модификациях PzKpfw IV, могла пробить броню «Валентайна» лишь кумулятивным снарядом. 50-мм подкалиберный снаряд очень эффективен против брони «Валентайна» на всех дистанциях боя.
Резко изменилась ситуация с появлением к 1942 году в значительных количествах PzKpfw IV, вооружённых длинноствольным 75-мм орудием KwK 40 и 75-мм противотанковой пушки Pak 40. Оба этих орудия не имели проблем с поражением «Валентайна» калиберными снарядами на дистанции в 1000—1500 м. Массовое распространение этих орудий к 1943 году сделало бронирование «Валентайна» устаревшим. Пушки же тяжёлых германских танков не имели проблем с пробитием его брони практически на любых дистанциях боя. Тем не менее, в рядах РККА он использовался до конца войны, несмотря на то, что к 1944—1945 годам его броня без труда пробивалась почти всеми танковыми и противотанковыми орудиями.
По словам Героя Советского Союза, генерал-майора танковых войск А. М. Овчарова, танк «горел от попадания даже 50-миллиметрового снаряда».

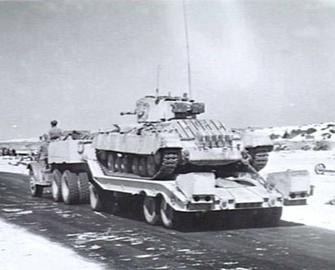
Перевозка на тяжёлых трейлерах, подобных этому, была эффективным средством быстрой доставки медлительного «Валентайна» к району боевых действий

В британской армии «Валентайны» в период активного использования выступали в роли «основных» танков, поскольку танки его весовой категории в то время по британской классификации относились к средним, а единственным более тяжёлым британским танком в то время были «Матильды». Именно это во многом определило его сравнительно недолгую активную службу в британских войсках. В этой роли он не мог на равных противостоять поздним модификациям германских PzKpfw IV, имевшим куда больший запас развития и был вытеснен лучше вооружёнными и более подвижными «Грантами» и «Шерманами», как только те стали доступны в достаточных количествах. В РККА же «Валентайн» изначально рассматривался как лёгкий, по крайней мере по массе. К примеру, в эшелонированных атаках «Валентайны» шли совместно с лёгкими Т-70 и выполняли схожие задачи. Использование «Валентайна» в роли лёгкого танка для поддержки пехоты давало куда лучшие результаты, благодаря чему «Валентайн» в итоге использовался в бою советскими войсками дольше и в больших количествах, чем британскими.
«Валентайн» обладал довольно невысокой удельной мощностью двигателя (8 л. с. на тонну) по сравнению с большинством танков своего времени (к примеру, у PzKpfw III этот показатель составлял 13—15 л. с. на тонну, в зависимости от модификации, у Т-34-76 — 17 л. с. на тонну). Следствием этого являлась невысокая максимальная скорость (24—32 км/ч, в зависимости от методики измерения). Но для пехотного танка серьёзным недостатком это не считается, так как его задача — непосредственная поддержка пехоты, скорость движения при которой определяется скоростью пехотинца и как правило, не превышает в среднем 16—17 км/ч. Средняя же скорость движения «Валентайна» составляла около 13—17 км/ч, что являлось вполне достаточным для его назначения. С другой стороны, сохранялась проблема транспортировки танка к полю боя, но в Великобритании она была успешно разрешена путём создания колёсных транспортёров на базе автомобилей. При этом, несмотря сравнительно слабую двигательную установку, «Валентайн» обладал хорошей манёвренностью, которая во многом и позволила ему оставаться на вооружении кавалерийских частей РККА до конца войны.

### Аналоги
Прямые аналоги «Валентайна» найти сложно. Пехотными танками в чистом виде в то время обладали только две страны — Великобритания и Франция. Среди британских танков «Валентайн» был единственным лёгким по массе, но при этом лишь немногим уступал 27-тонной «Матильде» по толщине брони, превосходя её к тому же в подвижности. Французские же танки поддержки пехоты, такие как Char D2, были разработаны ещё в первой половине 1930-х годов, имели устаревшую конструкцию и практически по всем показателям уступали «Валентайну». Лёгкие танки близкой массы вроде БТ-7 или PzKpfw 38(t) сравнивать с «Валентайном» не совсем корректно — их задачи существенно различались; тем не менее, в бою с «Валентайном» эти танки имели очень мало шансов на успех, по причине слабости вооружения и бронирования.
На 1940 год, «Валентайн», даже ранних модификаций, вооружённых 40-мм пушкой, относился к числу сильнейших танков в мире в своей весовой категории. Сравнимыми, и даже превосходящими параметрами обладал лишь советский Т-50, но данный танк был выпущен мелкой серией. А оснащение «Валентайна» 57-мм или 75-мм орудием и вовсе поставило его в своём классе вне конкуренции по боевым параметрам. Оснащённый 57-мм орудием «Валентайн» по боевым параметрам не уступал даже более тяжёлому, находящемуся на границе между «лёгко-средними» и полноценными средними танками, PzKpfw III поздних модификаций. При более мощном бронировании «Валентайн» превосходил германский танк по огневой мощи (лишь самая поздняя модификация PzKpfw III Ausf.N, с короткоствольным 75-мм орудием, имела лучшее фугасное, но худшее бронебойное действие снаряда), но значительно уступал в подвижности, имел худшую обзорность и меньший по численности экипаж (PzKpfw III — 5 человек), что вызывало его функциональную перегруженность.

## Сохранившиеся экземпляры

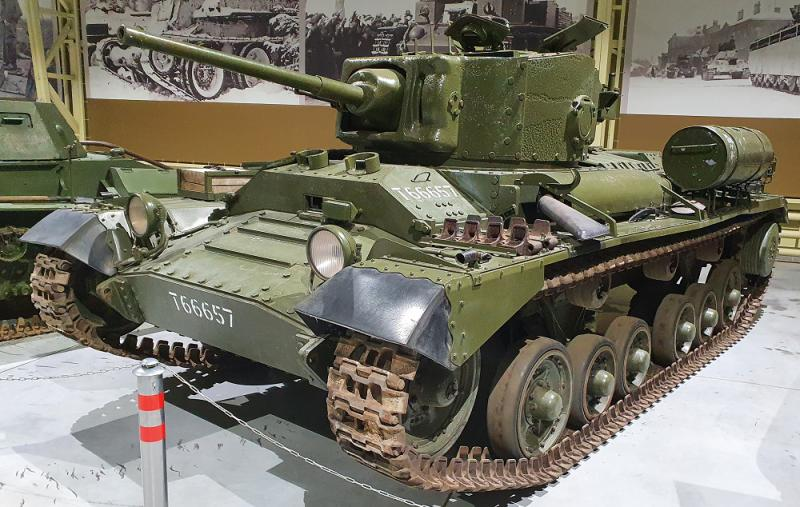
Легкий танк Mk.III «Валентайн» в Музее отечественной военной истории в Падиково

До нашего времени сохранилось 8 «Валентайнов» и два мостоукладчика Valentine Bridgelayer:
- Россия — «Валентайн» Mk II и мостоукладчик Valentine Bridgelayer в Бронетанковом музее в Кубинке.
- Россия — «Валентайн» Mk III в Музее отечественной военной истории в Московской области.
- Великобритания — находящийся на ходу «Валентайн» Mk III и мостоукладчик Valentine Bridgelayer в танковом музее в Бовингтоне.
- Канада — «Валентайн» Mk VI в танковом музее в Бордене.
- Канада — «Валентайн» Mk VII в танковом музее в Оттаве. Танк был поднят из болота на Украине в 1992 году и передан Канаде.
- Новая Зеландия — «Валентайн» Mk V и «Валентайн» CS.
- США — «Валентайн» (бывший советский) в музее военных машин в Виргинии.

## «Валентайн» в сувенирной и игровой индустрии

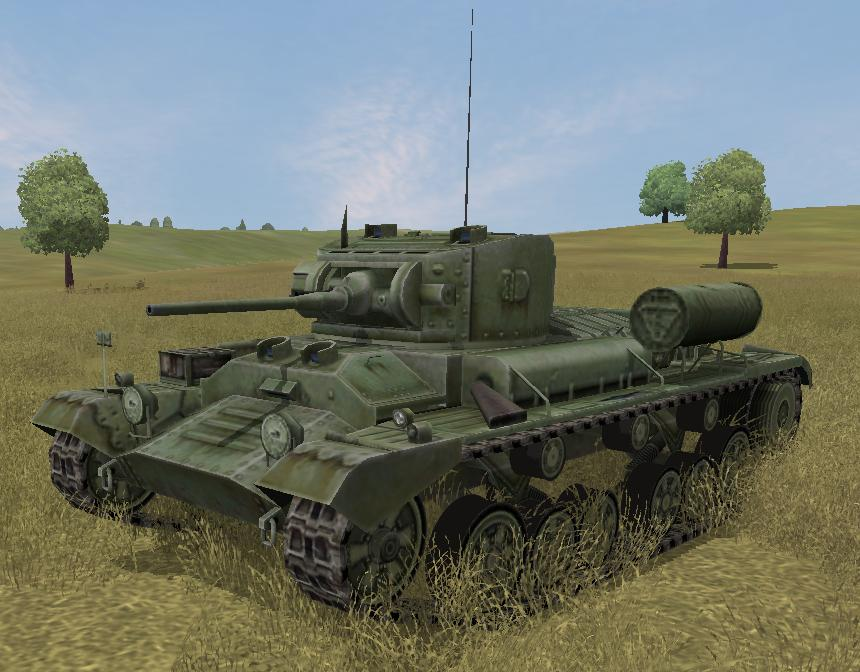
«Валентайн II» в компьютерной военной игре «Вторая мировая»

Масштабные пластиковые модели-копии «Валентайна» в масштабе 1:35 выпускаются российскими фирмами «MSD» (модификации Mk.IV, Mk.VIII/IX и Mk.XI), «Восточный экспресс» (модификация Mk.IV), а также украинской фирмой MiniArt, японской TAMIYA и тайваньской AFV Club. В масштабе 1:72 модели-копии выпускались итальянской фирмой Italeri (модификация Mk.I). Картонные модели танка «Валентайн» (модификации Mk.IV) в масштабе 1:25 также выпускается польской фирмой Modelik.
«Валентайн» можно увидеть в ряде компьютерных игр, в частности, в стратегиях реального времени «Блицкриг», «Sudden Strike» и MMO-экшене «World of Tanks». Отражение особенностей использования «Валентайна» в этих играх далеко от реальности. Наиболее достоверно «Валентайн II» отображён в игре «Вторая мировая».